# Ленинский район (Ульяновск)

Монумент «Ленинский район».

Ленинский район — один из четырёх районов Ульяновска.
Образован Указом Президиума Верховного Совета РСФСР от 25 февраля 1942 года. С 1958 по 1962 года административное деление города было упразднено. Указом Президиума Верховного Совета РСФСР от 23 мая 1962 года Ленинский район был вновь образован как административная единица.

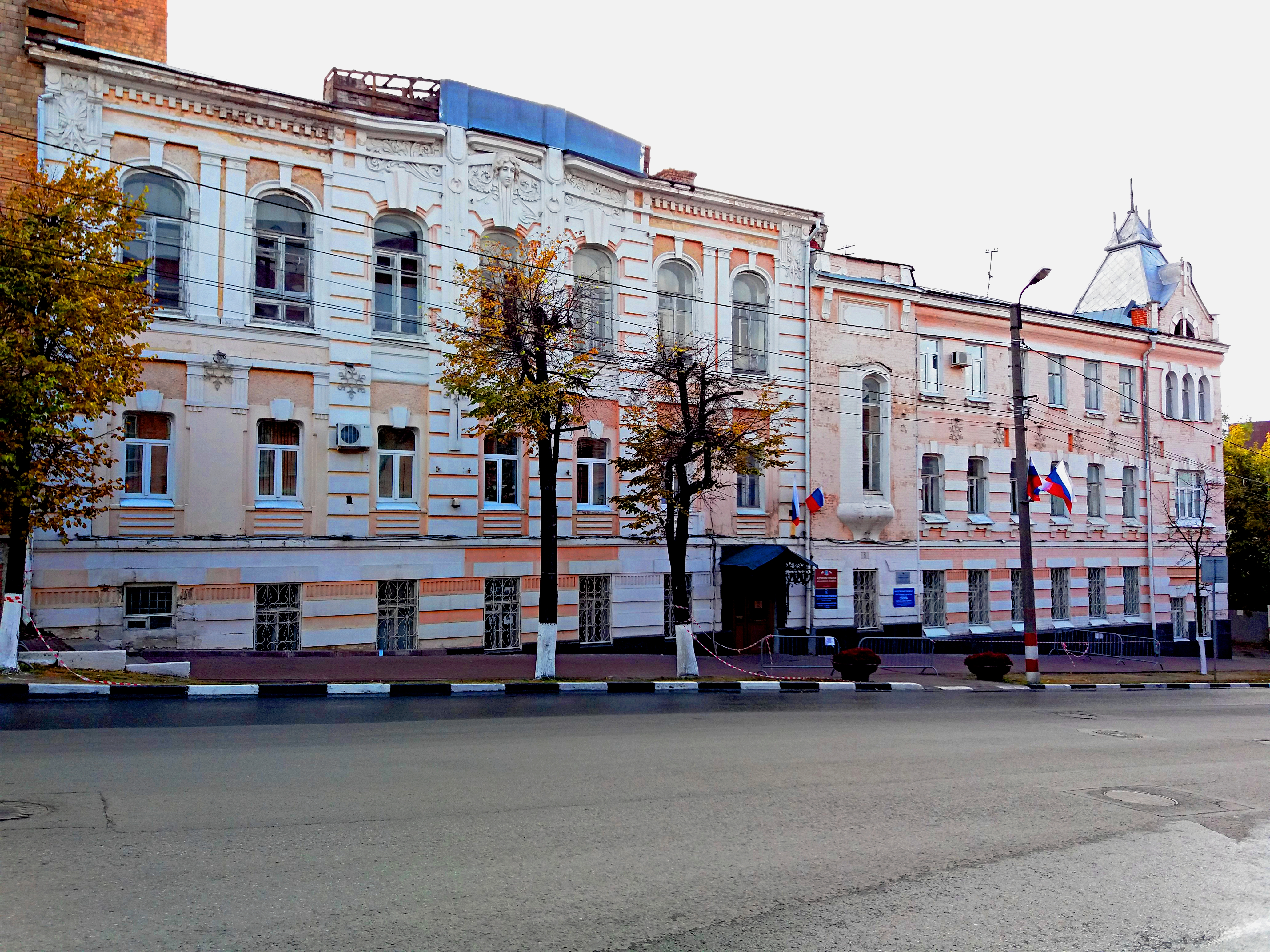
Здание администрации района.

В административно-территориальном подчинение Ленинского района находятся населённые пункты: посёлок Каменка, село Карлинское, село Лаишевка, посёлок Новосельдинский, село Подгородная Каменка, посёлок Поливно, деревня Протопоповка, ж/д будка 187 км, ж/д будка 188 км, ж/д будка 192 км, ж/д будка 194 км.
И. о. Главы администрации Леонтьев Александр Юрьевич .

## Гимн Ленинского района
Гимн Ленинского района является одним из официальных символов района наряду с гербом. Текст гимна был отобран администрацией района по итогам проведения конкурса песен «О, мой район, тебя я восхваляю!» в апреле 2012 года.

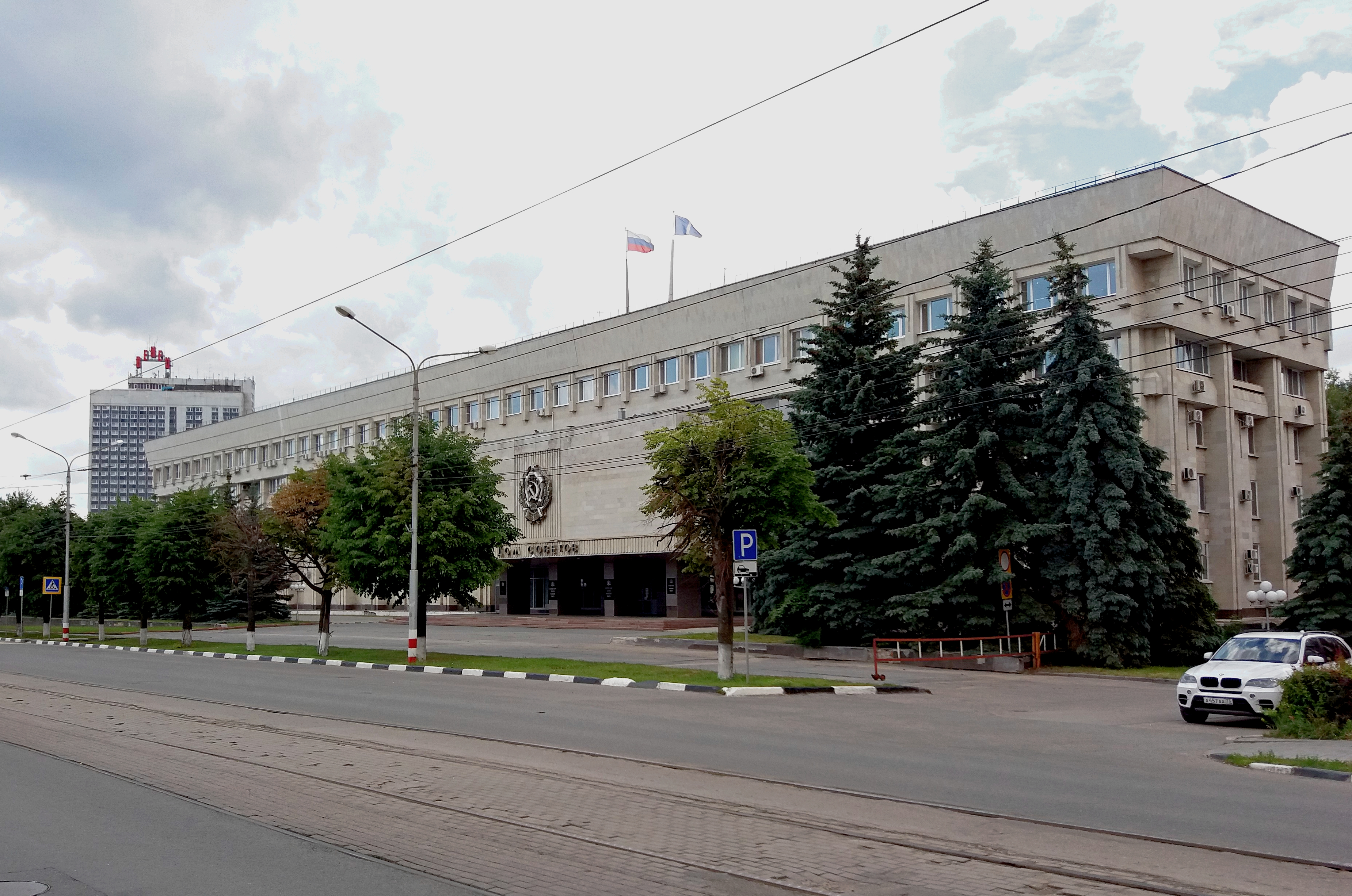
Дом Советов.

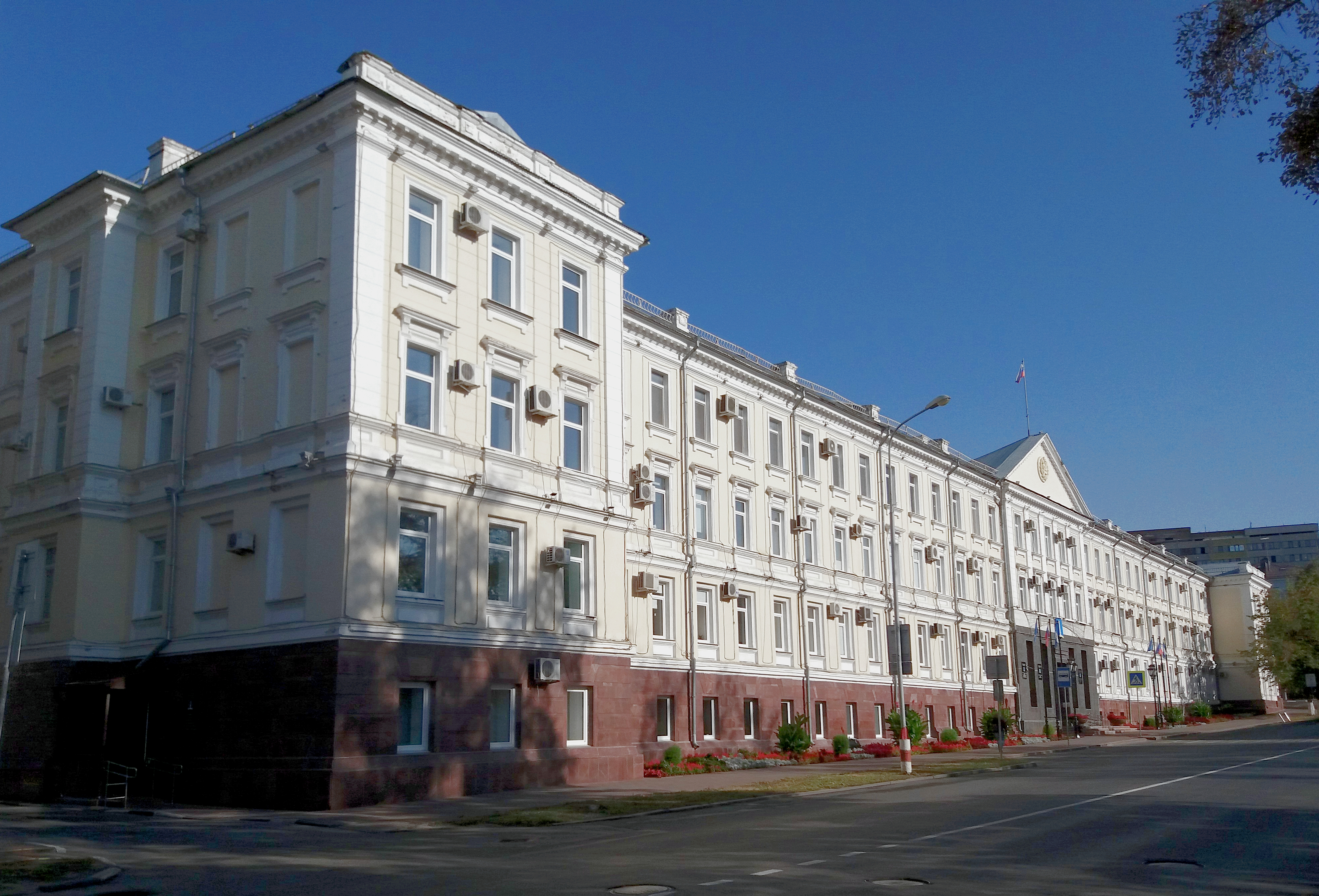
Здание администрации города Ульяновска.

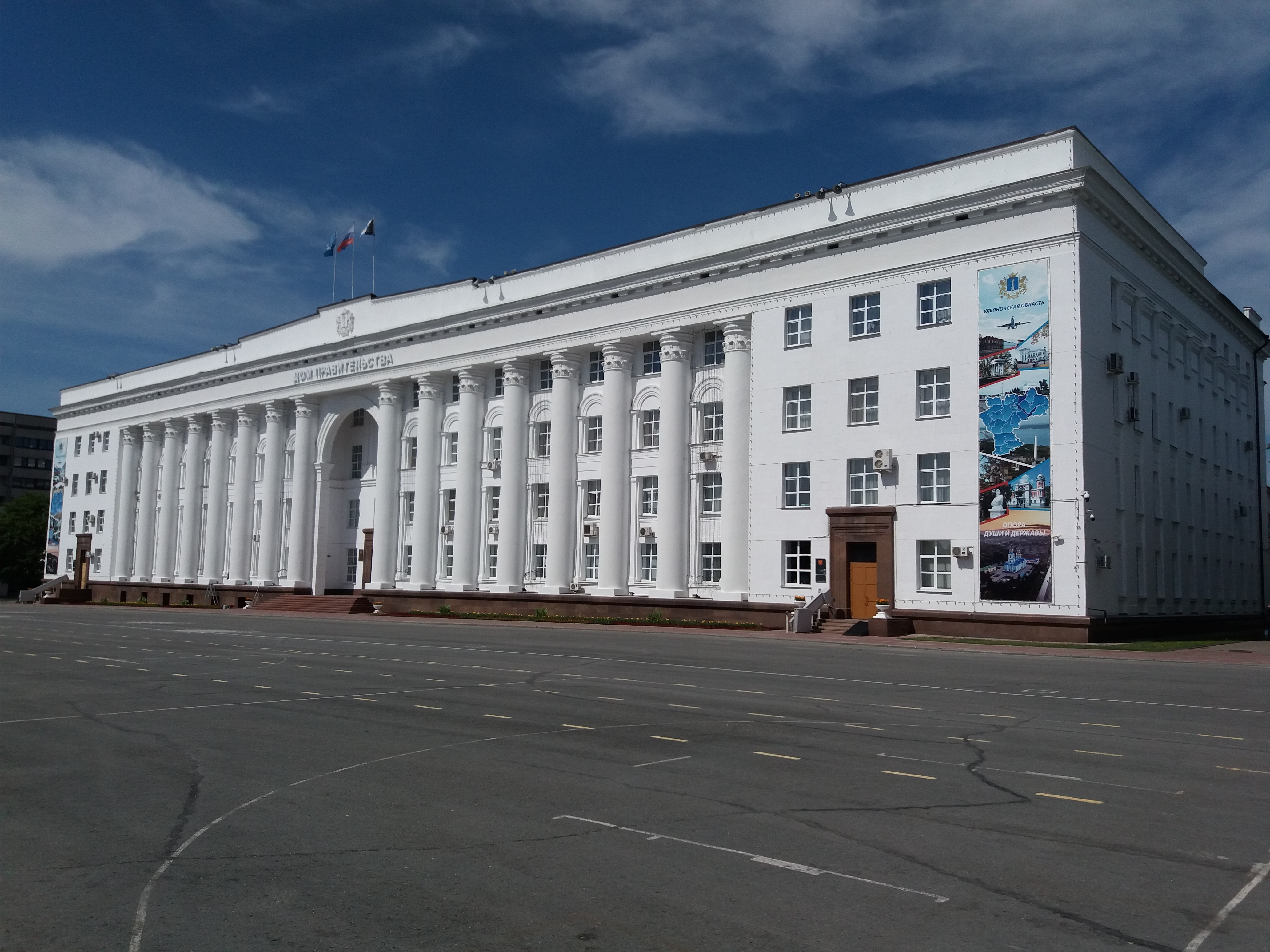
Дом правительства Ульяновской области.

слова — Владимира Владимировича Левченко, музыка — Валерии Иннокентьевны Ершовой
1) Родной район, ты — городское сердце,

Ульяновску — основа из основ.

Нам от преданий никуда не деться,

В тебе, район, наследие веков!

Припев:

О, наш район, тебя мы восхваляем!

О, наш район, тобой гордимся мы!

Тебя поэт, рабочий прославляют —

Достойные российские сыны!

2) Мы командиров дали в полк пехоты —

На Бородинском поле бить врагов.

Языков здесь учился и работал,

Писал роман великий Гончаров!

Припев.

3) Ещё ты помнишь молодые годы

Того, в чью честь назвали мы тебя,

Того, кто дал народу свет свободы —

Ушедший в Лету праздник Октября!

Припев.

## География
Район расположен между реками Волгой, Свиягой и Сельдью. Граничит с Ульяновским, Засвияжским и Железнодорожный районами. Район традиционно делится на микрорайоны: «Центр», «Бутырки», «Куликовка», «Север», «Мостовая», «Искра-Полюс» и «Городская усадьба». Площадь территории: 37,1 км².

## История
Ленинский район является историческим центром города. См. статью: История Ульяновска
Как административная единица район образован 25 февраля 1942 года. В 1958 году районирование города было отменено. 23 мая 1962 года район вновь был образован.
В районе находятся все административные учреждения района, города, области.

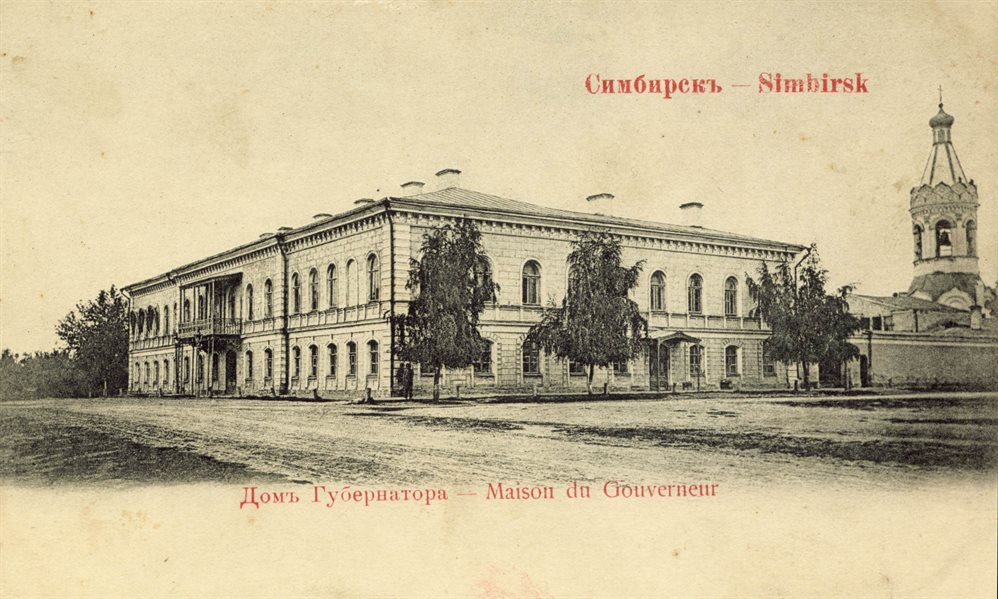
Дом Губернатора. (снесён в октябре 1969 года).

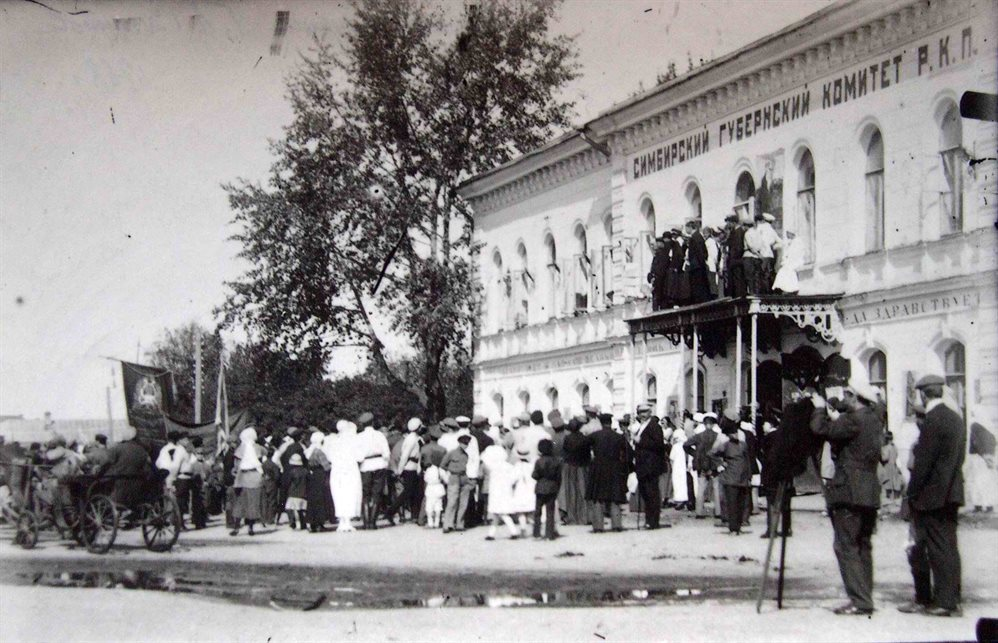
Дом Свободы, фото 1918 г.

Глобальные преобразования района начались в преддверии празднования столетнего юбилея В. И. Ленина, в 1969—1970-х годах. Исторический центр был застроен современными зданиями и сооружениями: гостиница «Советская», Дом художника, Ленинский Мемориал, гостиница «Венец», Гимназия № 1, центральный универмаг (ЦУМ), Дворец пионеров, Областная детская библиотека, парк Дружбы народов, жилые дома по улице Минаева и другое. При этом был потерян ряд исторических объектов, например, Спасский женский монастырь, «Дом губернатора»(«Дом Свободы»), ряд церквей.
27 марта 1971 года сдан в эксплуатацию новый корпус Ульяновского государственного педагогического института имени И. Н. Ульянова.
4 июня 1971 года введён в строй действующих завод Искра.
В марте 1972 года открылся новый Дворец культуры профсоюзов.
10 сентября 1974 года указом Президиума верховного Совета РСФСР территория села Мостовая Ульяновского района была включена в состав Ульяновска и стала частью Ленинского района.
14 марта 1975 года на улице Карла Маркса открылся Центральный Дом Быта.
28 апреля 1976 года территория села Сельдь вошла в состав района.
26 марта 1977 года, на Волжском косогоре, начала строиться пассажирская канатная — первая канатная дорога в Поволжье.
9 декабря 1977 года на открытие памятника Нариману Нариманову прибыл первый секретарь ЦК КП Азербайджана Г. Алиев.
22 мая 1987 года начал создаваться Ульяновский центр микроэлектроники (УЦМ).

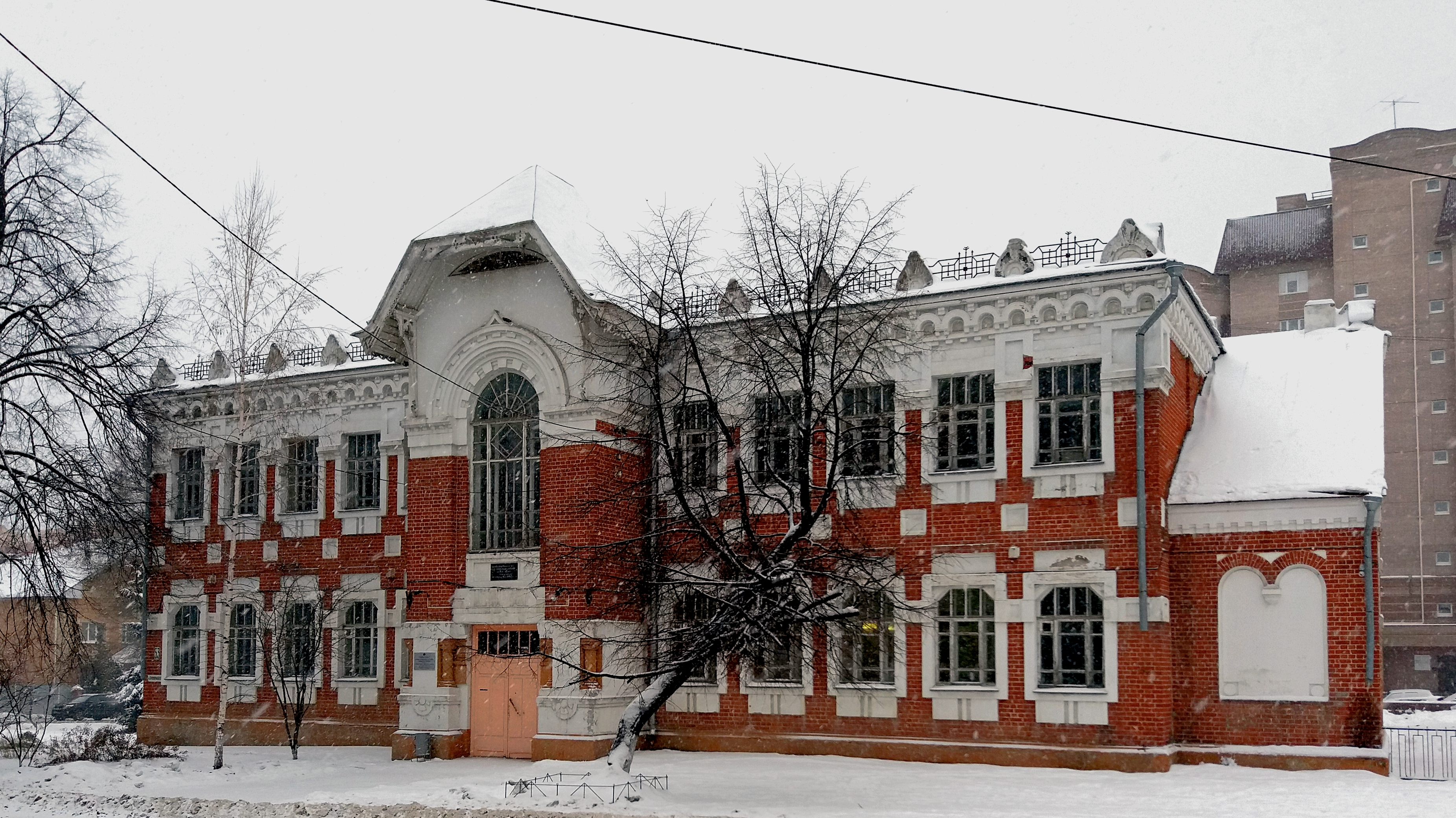
Центр детского творчества.

3 января 1988 года на бульваре Новый Венец открылась гостиница «Октябрьская».
3 мая 1988 г. решением Ульяновского облисполкома от № 200 Карлинский и Лаишевский сельские советы переданы из состава Ульяновского района в административное подчинение Ленинского района г. Ульяновска.
4 ноября 1989 года на улице Ленина создан Дом дружбы народов.

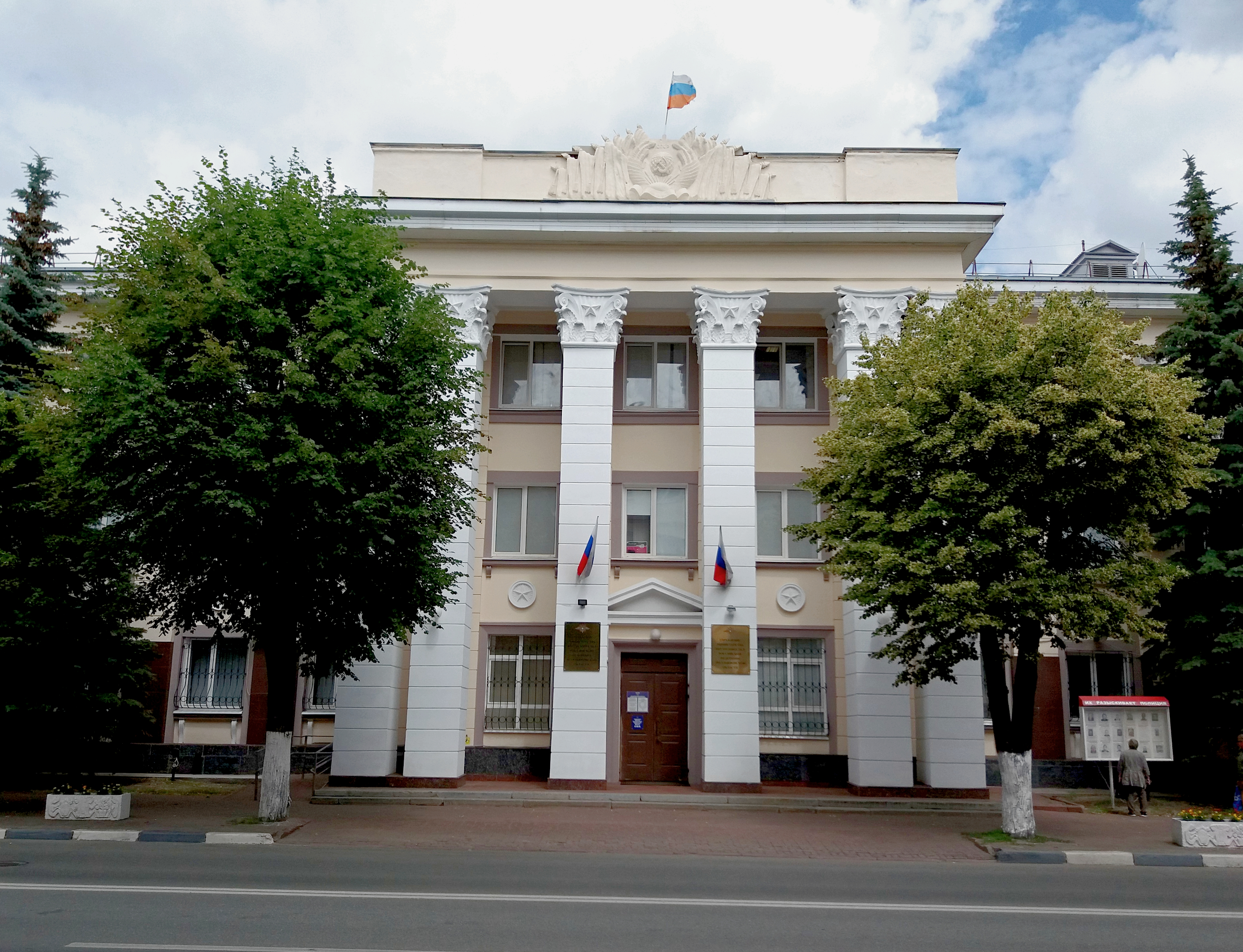
Здание управления МВД.

12 октября 1993 г. на основании Распоряжения главы администрации Ульяновской области от № 1018-р Лаишевский и Карлинский сельские Советы народных депутатов были ликвидированы.
13 июля 2004 года принят Закон Ульяновской области № 43/ЗО «О муниципальных образованиях Ульяновской области», по которому в административно-территориальном подчинение Ленинского района находятся населённые пункты: посёлок Каменка, село Карлинское, село Лаишевка, посёлок Новосельдинский, село Подгородная Каменка, посёлок Поливно, деревня Протопоповка, ж.д. будка 187 км, ж.д. будка 188 км, ж.д. будка 192 км, ж.д. будка 194 км.

## Население
| 1970     | 1979     | 1989     | 2002     | 2009     | 2010     | 2012     | 2013     | 2014     |
| -------- | -------- | -------- | -------- | -------- | -------- | -------- | -------- | -------- |
| 104 776  | ↗126 654 | ↘116 234 | ↘107 088 | ↘100 942 | ↗110 810 | ↗111 988 | ↗113 619 | ↗114 999 |
| 2015     | 2016     | 2017     | 2018     | 2019     | 2020     | 2021     |          |          |
| ↗116 681 | ↗117 882 | ↗118 408 | ↗118 664 | ↘117 989 | ↘116 544 | ↘115 950 |          |          |

Району подчинены 11 сельских населённых пунктов общей численностью населения (сельское население) в 6489 чел. в 2019 году.

## Экономика

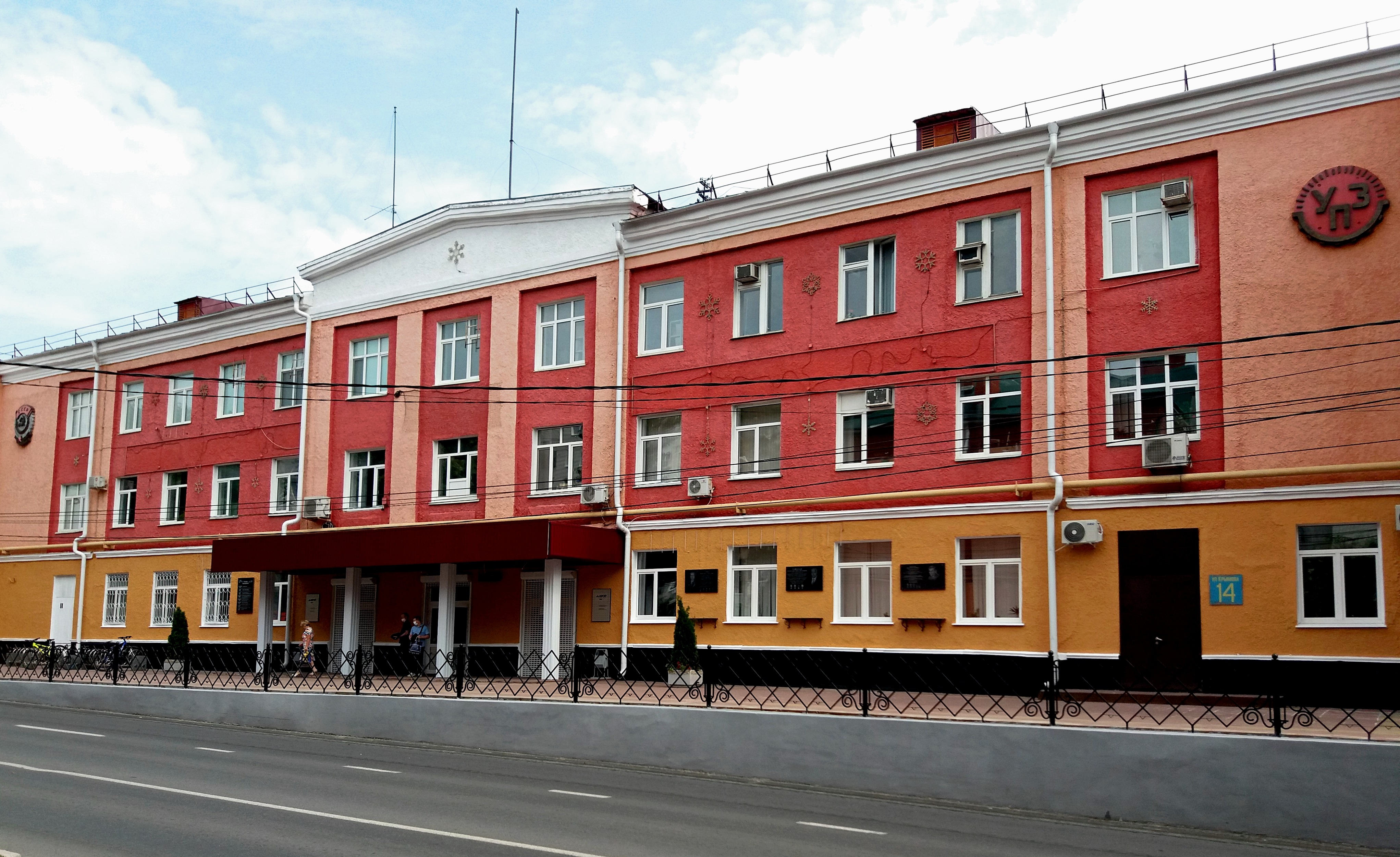
Завод ОАО «Утёс».

- Завод ОАО «Утёс».Ульяновский центр микроэлектроники (УЦМ);
- Завод «Контактор»
- Завод «Искра»
- Ульяновский ликёро-водочный завод
- Ульяновский спиртзавод
- Северное трамвайное депо
- Ульяновский филиал ИРЭ РАН
- Ульяновский радиотелецентр РТРС

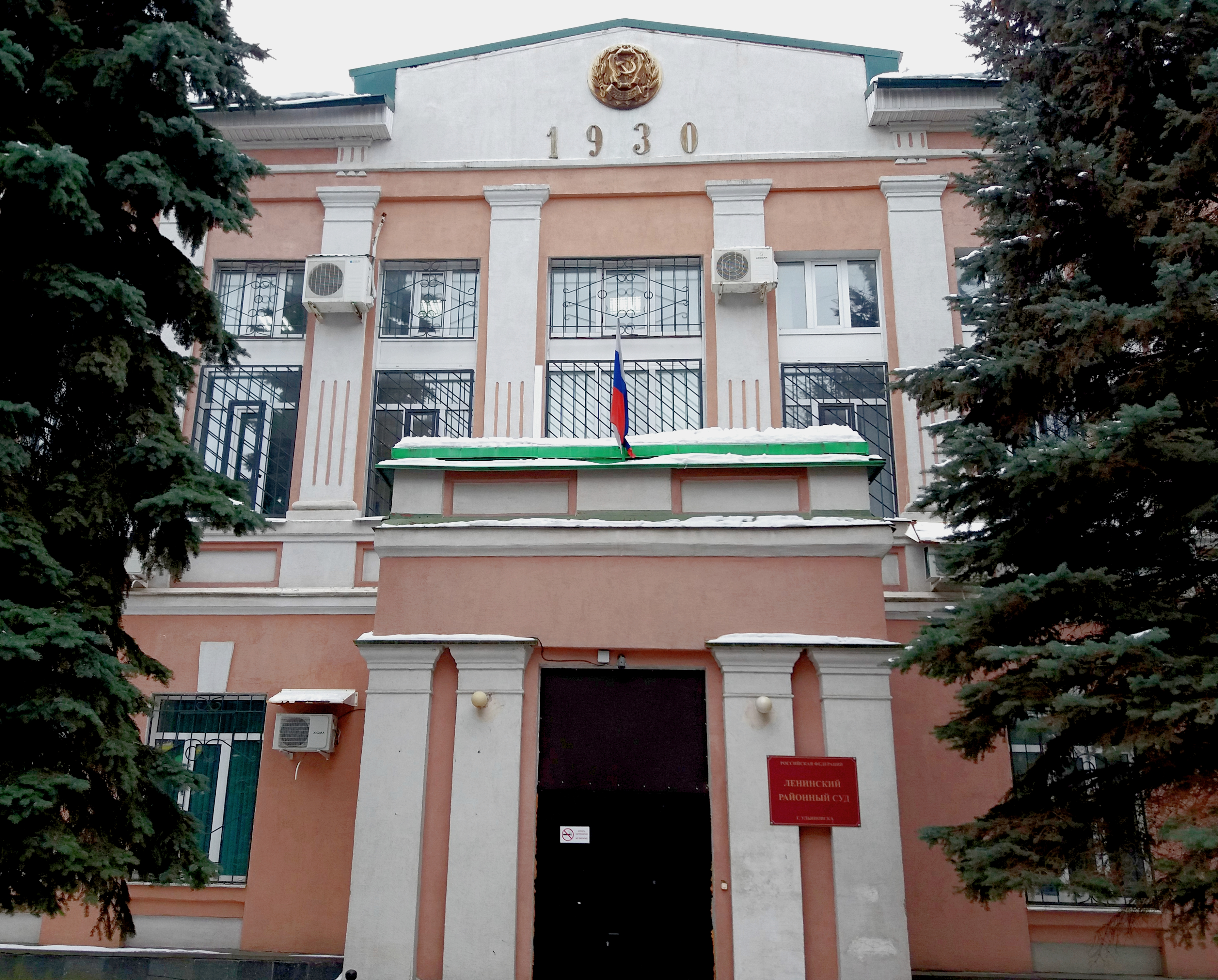
Здание суда Ленинского района.

- Здание суда Ленинского района.Ульяновский приборостроительный завод (ныне ОАО «Утёс»).

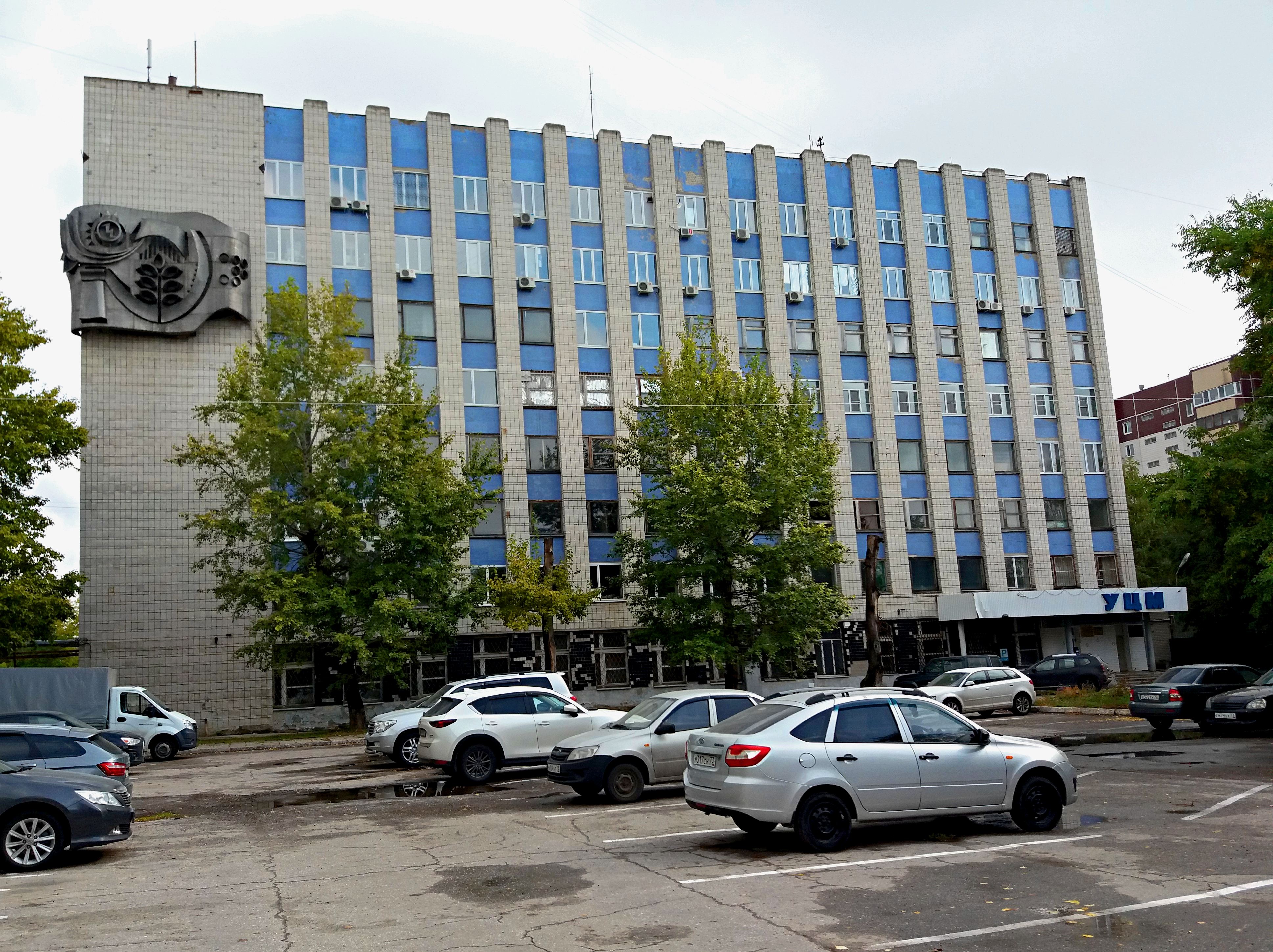
Здание УЦМ.
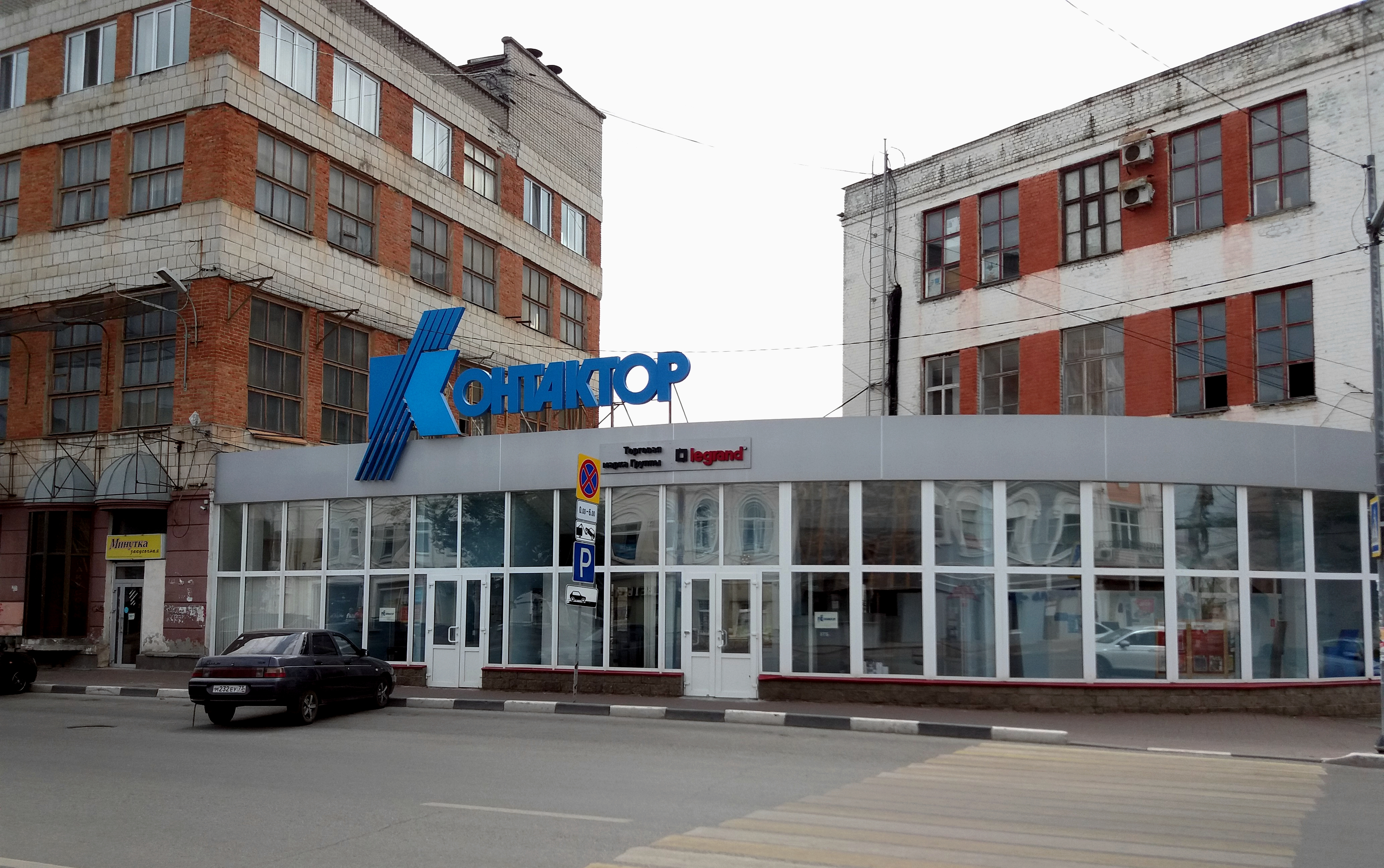
Проходная завода "Контактор".
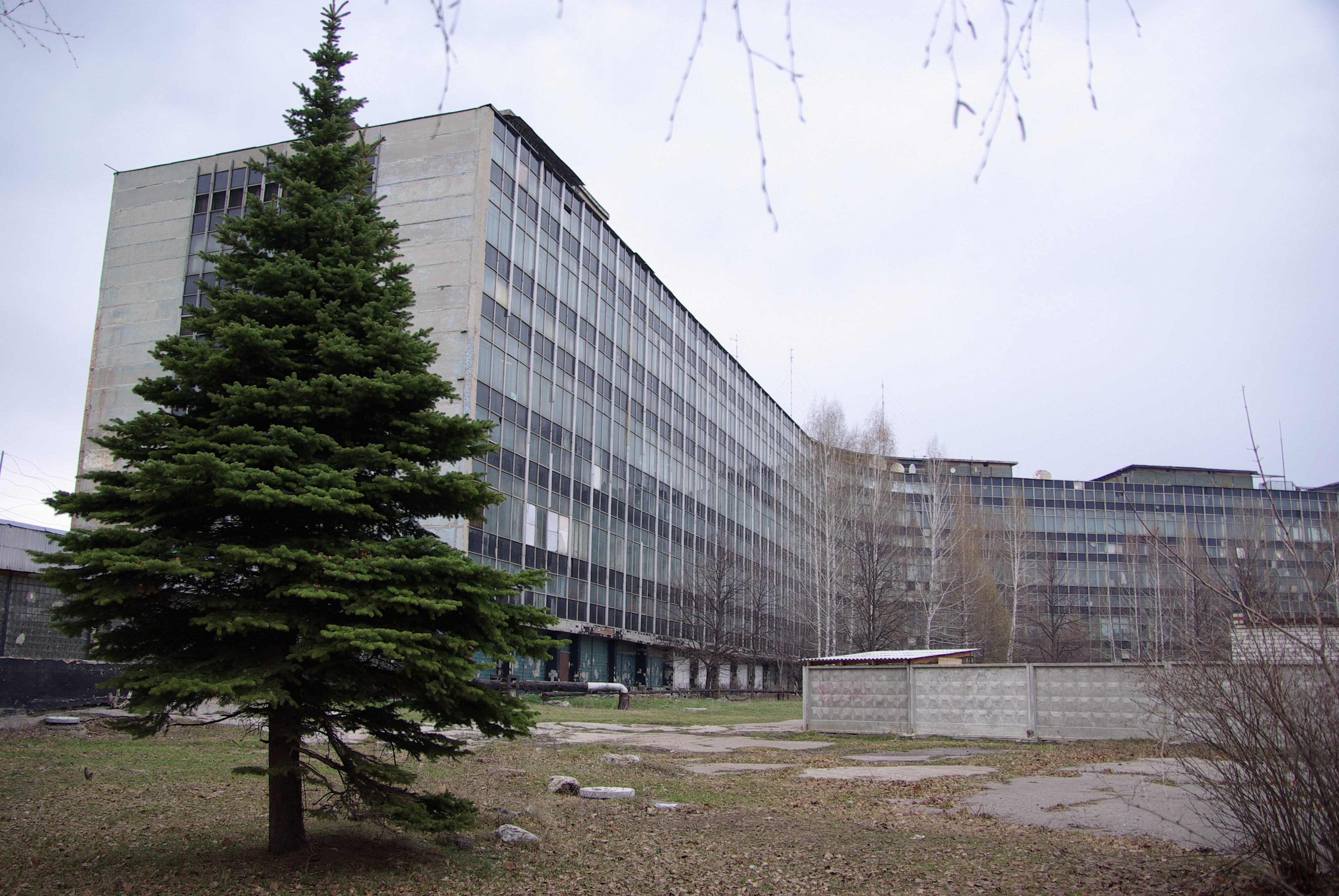
Завод "Искра".
Завод "Искра".

## Образование

### Высшие учебные заведения
- Ульяновский государственный университет,
- Ульяновский государственный технический университет
- Ульяновский институт гражданской авиации
- Ульяновский аграрный университет
- Ульяновский государственный педагогический университет имени И. Н. Ульянова
- Ульяновское танковое училище, преобразовано в Ульяновское гвардейское суворовское военное училище.
- Ульяновское высшее военное инженерное училище связи
- Ульяновское высшее военно-техническое училище
- 2-е Ульяновское танковое училище имени М. И. Калинина
- 2-е Ульяновское танковое училище имени М. В. Фрунзе

### Средние специальные учебные заведения
- Ульяновская военная авиационная школа пилотов (закрыта в 1945 г.)
- Ульяновское военное пехотное училище (закрыто в 1946 г.)
- Ульяновский фармацевтический колледж
- Ульяновское училище культуры
- Ульяновский колледж градостроительства и права
- Ульяновский автомеханический техникум
- Ульяновское музыкальное училище (Здание бывшей гимназии, в которой учился Ленин)

### Гимназии
- Мариинская гимназия;
- Симбирская классическая гимназия (ныне Гимназия № 1 имени В. И. Ленина);

### Исчезнувшие учебные заведения
- Симбирское епархиальное женское училище
- Симбирская духовная семинария
- Симбирский кадетский корпус
- Симбирское духовное училище
- Симбирское ремесленное училище графа Орлова-Давыдова
- 2-я Симбирская мужская гимназия
- Гимназия Т. Н. Якубович
- Гимназия В. В. Кашкадамовой

## Культура

### Театры
- Ульяновский областной драматический театр
- Ульяновский областной театр кукол

### Библиотеки
- Ульяновская областная научная библиотека имени В.И. Ленина
- Карамзинская общественная библиотека
- Ульяновская областная библиотека для детей и юношества имени С. Т. Аксакова

### Музеи
- Ульяновский областной художественный музей
- Ульяновский областной краеведческий музей
- Ленинский мемориал
- Дом-музей В. И. Ленина
- Дом, где родился В. И. Ленин (музей)
- Квартира-музей семьи Ульяновых
- Дом А. С. Прибыловской (музей)
- Дом, где жила семья Ульяновых музей «Градостроительство и архитектура Симбирска-Ульяновска», филиал ГИМЗ «Родина В. И. Ленина».
- Музей А. А. Пластова
- Дом Х. Г. Штемпеля «Музей изобразительного искусства XX-XXI вв.», филиал Ульяновского областного художественного музея.
- Литературный музей «Дом Языковых» (филиал Ульяновского областного краеведческого музея)
- Государственный историко-мемориальный музей-заповедник «Родина В. И. Ленина»
- Дом Анаксагорова — музей городского быта «Симбирск конца XIX — начала XX века»
- Дом архитектора Ф. О. Ливчака — музей «Дом-ателье архитектора Ф. О. Ливчака», филиал ГИМЗ «Родина В. И. Ленина»
- Конспиративная квартира Симбирской группы РСДРП

### Дворцы культуры
- Дворец творчества детей и молодёжи
- Дворец культуры «Губернаторский»
- Дом Н. Я. Шатрова (Дворец бракосочетания)
- Дом Костёркина (Детская художественная школа)

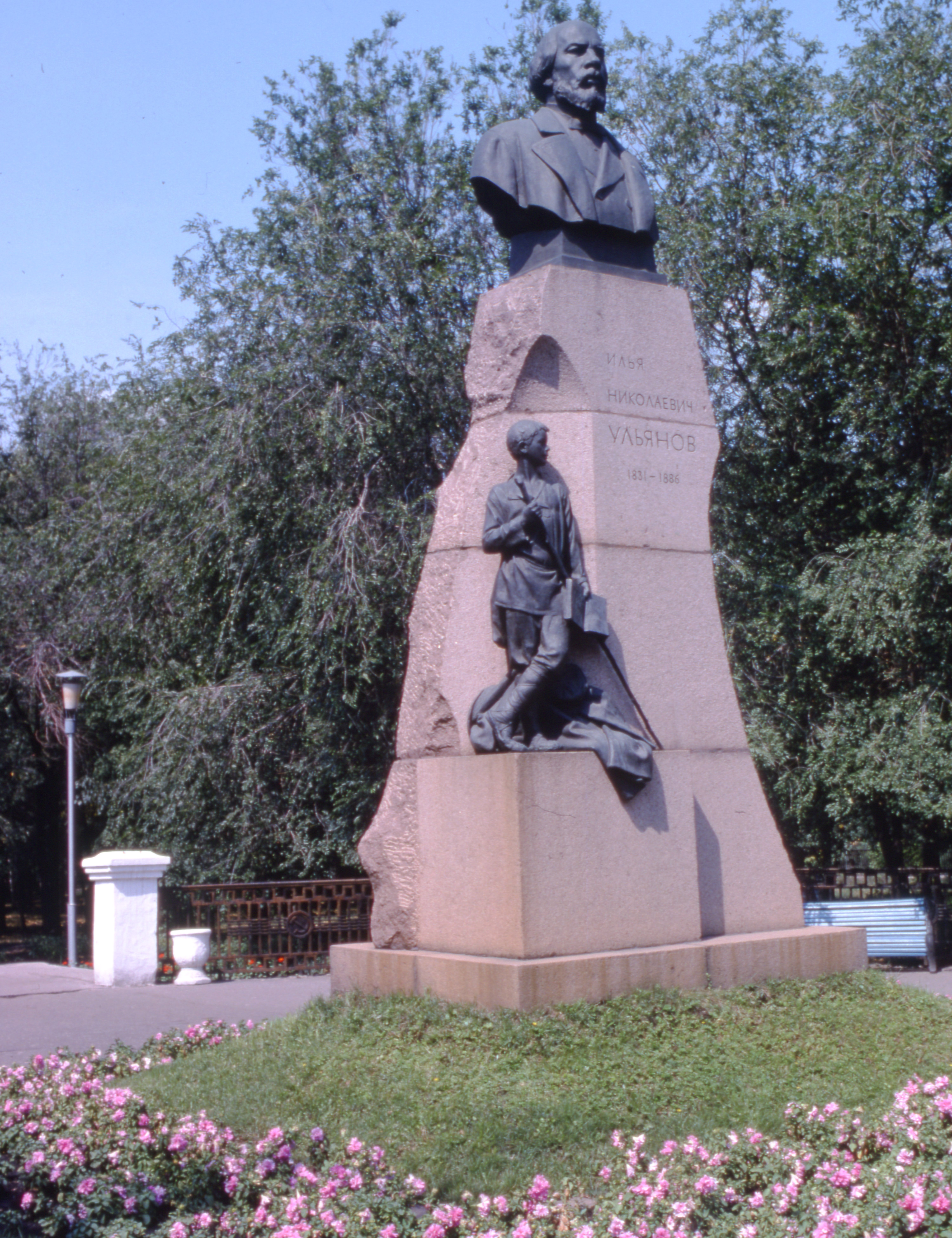
Памятник И. Н. Ульянову.

### Памятники
- Памятник Петру Столыпину, утрачен.
- Дом-памятник Гончарову
- Мемориальная доска Гончарову
- Памятник И. А. Гончарову
- Бюст И. А. Гончарова
- Бюст И. Н. Ульянову
- Обелиск погибшим в годы Гражданской войны
- Бюст Володи Ульянова
- Памятник И. Н. Ульянову
- Памятник М. А. Ульянова с сыном Володей

- Памятник Н. М. Карамзину;
- Памятник Карлу Марксу;
- Памятники И. А. Гончарову;
- Памятник Дмитрию Разумовскому;
- Памятник Б. М. Хитрово;
- Памятник Пушкину;
- Памятник В. М. Леонтьевой;
- Памятник И. Я. Яковлеву;
- Памятник букве «ё»;
- Симбирский водовоз;
- Памятник Кул Гали;
- Памятник Нариману Нариманову (Ульяновск)
- Памятник Ленину (скульптор М. Г. Манизер, на Соборной площади);
- Памятник « Юность»;
- Обелиск «30 лет Победы»;
- Памятник Владимиру Ульянову — гимназисту;

- Бюст Михаилу Лермонтову[25]
- Памятник Аркадию Пластову;

Памятники посвящённые воинам:

Обелиск «30 лет Победы».

1. Обелиск «30 лет Победы».Обелиск «30 лет Победы» (Площадь 30-летия Победы).
2. Памятник вечной Славы, погибшим в годы Великой Отечественной войны (скульптор Р. А. Айрапетян. Установлен на площади 30-летия Победы. Дата возведения 1975—1985 гг.).
3. Памятник «Взрослым и детям, замученным в плену и пропавшим без вести в годы Великой Отечественной войны» (Площадь 30-летия Победы).
4. Памятник «Узникам фашизма» (пл. 30-летия Победы).
5. Памятник выпускникам-связистам Ульяновского училища связи, погибшим в годы Великой Отечественной войны (на территории Ульяновского филиала военного университета связи).
6. Памятник выпускникам-танкистам Ульяновского Гвардейского танкового училища, погибшим в годы Великой Отечественной войны (На территории Ульяновского Гвардейского Суворовского училища).

Монумент «Слава Строителям».

7. Монумент «Слава Строителям».Памятник Александру Матвеевичу Матросову (скульптор Л. А. Турская. Установлен в парке им. А. Матросова).
8. Памятник юнгам Великой Отечественной войны (в парке им. А. Матросова, ул. Льва Толстого).
9. Братская могила советских воинов, умерших от ран в госпиталях в годы ВОВ 1941-45 гг. (ул. Карла Маркса, 52, старое городское кладбище).
10. Братская могила экипажа, погибшего при воздушной катастрофе военного самолёта в октябре 1944 года. (ул. Карла Маркса, 52, старое городское кладбище).
11. Могила Лаптева Павла Васильевича, Героя Советского Союза (ул. Карла Маркса, 52, старое городское кладбище).
12. Памятник Героям-танкистам-ульяновцам, погибшим в боях за Родину. (Установлен у центрального входа в парк «Победы»).
13. Памятник односельчанам, погибшим в боях за Родину в годы Великой Отечественной войны (с. Лаишевка, ул. Школьная).
14. Памятник односельчанам, погибшим в боях за Родину в годы Великой Отечественной войны (Центральное кладбище с. Карлинское, юго-западнее села).
15. Памятник-ансамбль «Участникам ВОВ» (с. Карлинское, ул. Дорожная).
16. Памятник односельчанам, погибшим в боях за Родину в годы Великой Отечественной войны (пос. Мостовая, ул. Российская и Малиновый пер.).
17. Мемориальный комплекс воинам, погибшим в годы Великой Отечественной войны. (с. Протопоповка, кладбище).
18. Памятник воинам-ульяновцам, погибшим в боях за Родину в годы Великой Отечественной войны (пос. Ишеевка, кладбище).
19. Памятник Героям Советского Союза — работникам училища (УВАУГА), участникам Великой Отечественной войны. (На территории УВАУГА).
20. Памятник морякам, речникам и юнгам Северного флота (На территории речного порта)[26].

Стела с именами Героев УТУ.
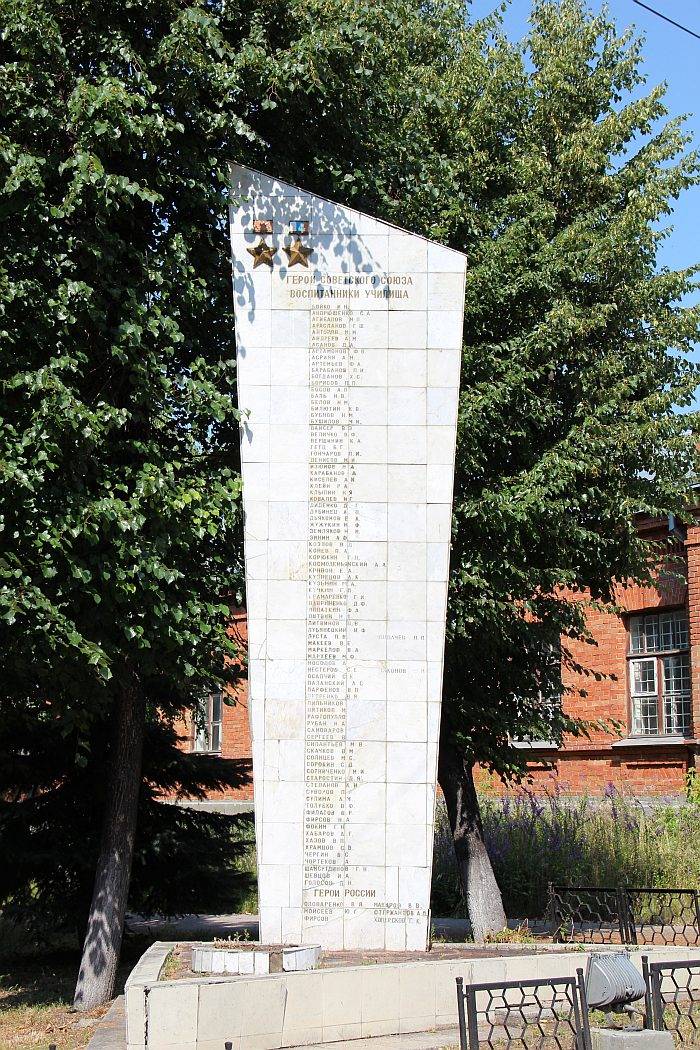
Стела Героев СССР и России УТУ.
Памятник «Взрослым и детям, убитым, замученным в плену и пропавшим без вести».
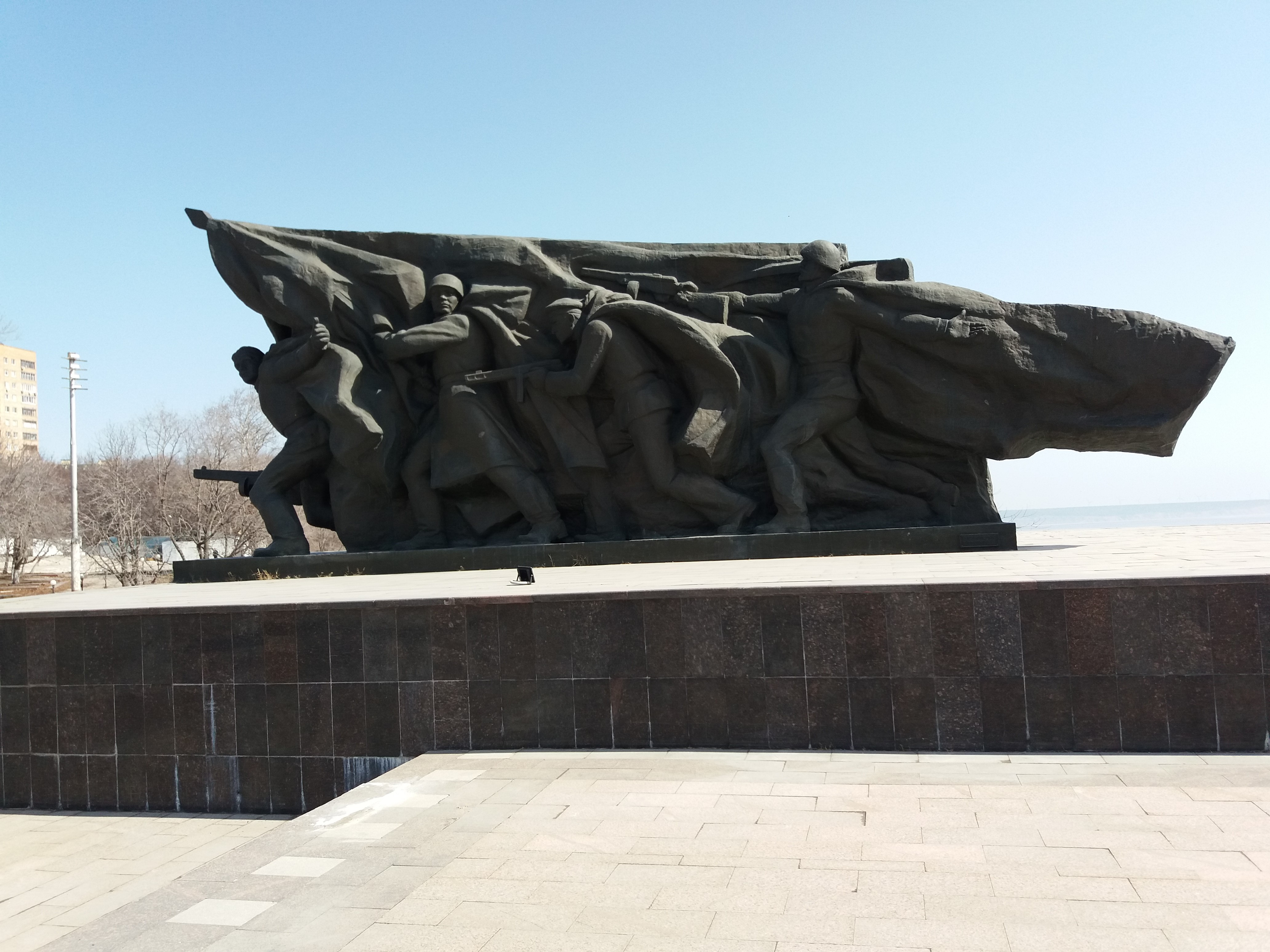
Монумент воинам-ульяновцам.
Памятник детям войны посвящается.
Памятник А. Матросову.
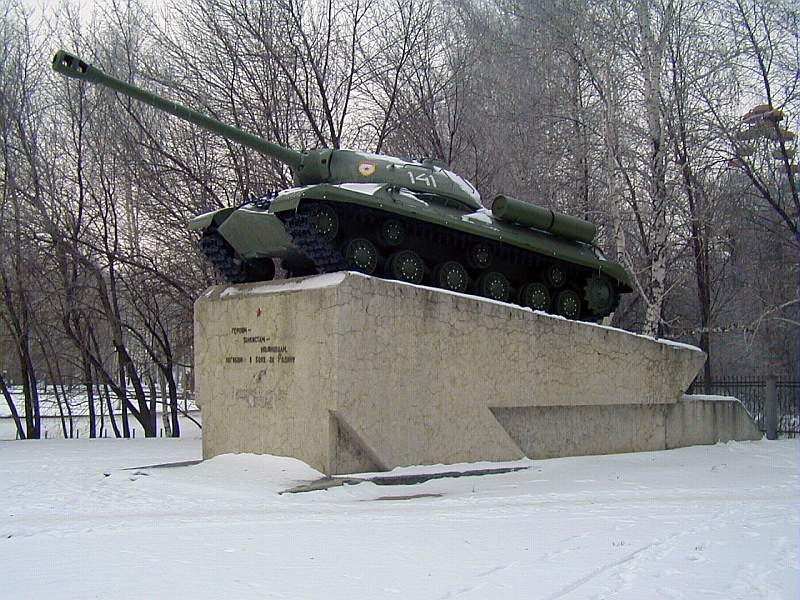
Памятник героям-танкистам Ульяновского танкового училища (Танк ИС-3). 1975 год.
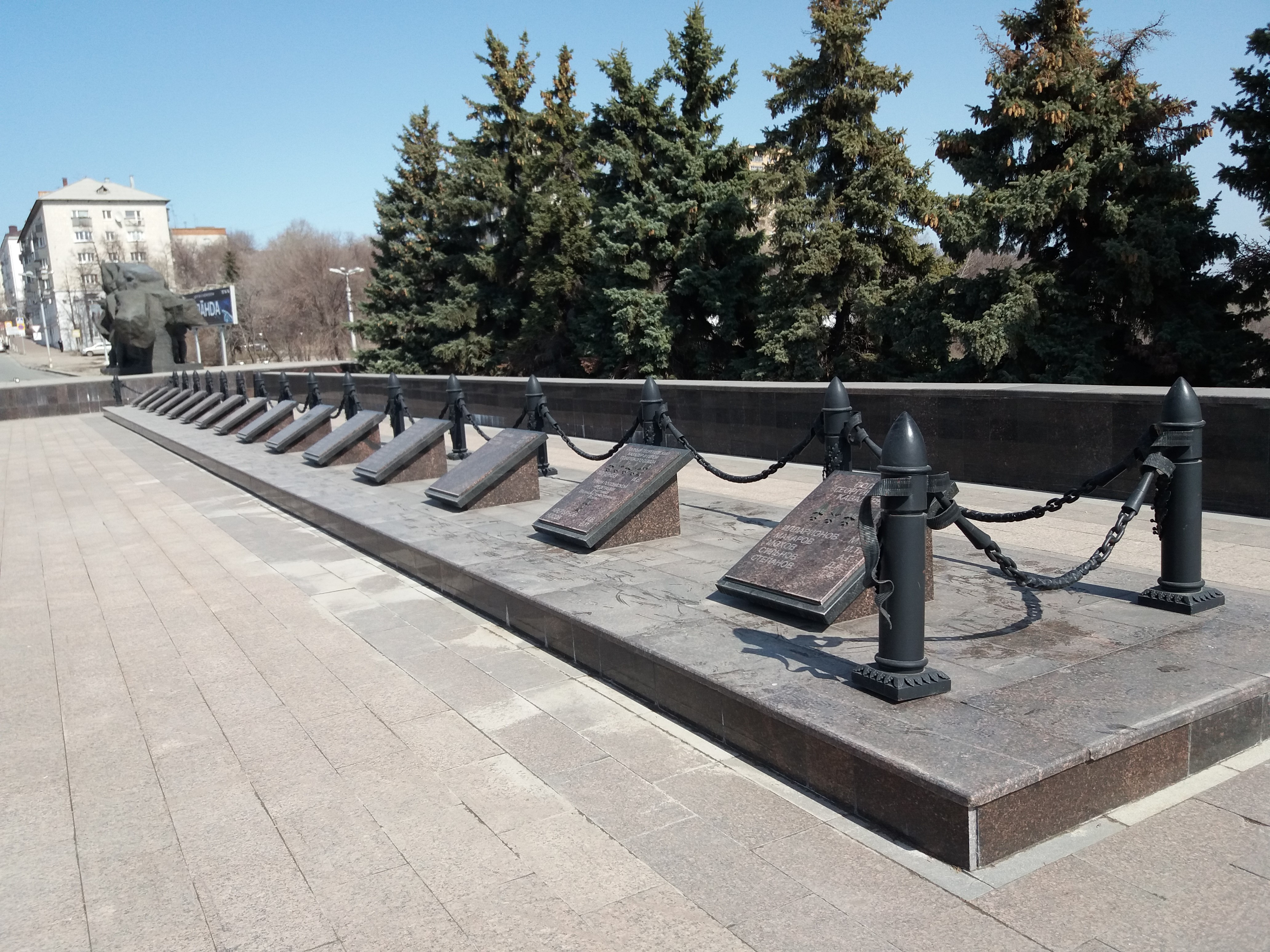
Мемориальные доски с именами Героев.
Обелиск «30 лет Победы».
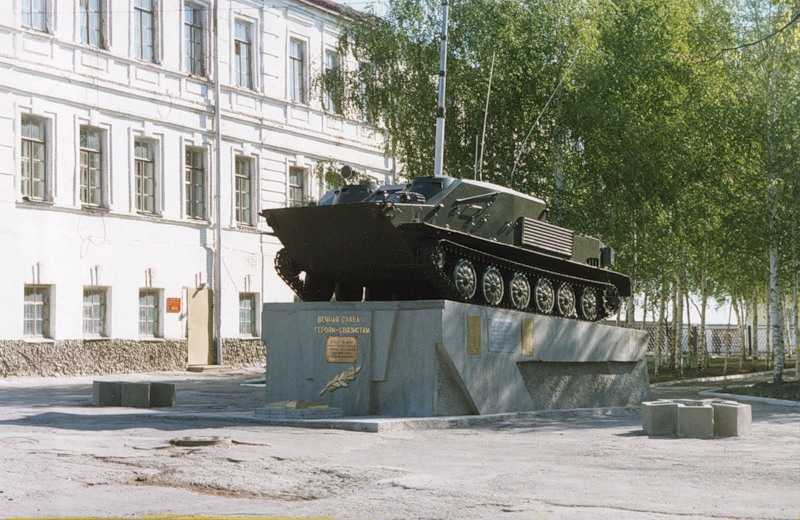
Памятник «Вечная слава героям-связистам», на территории УВВКУС.
Братская могила советских воинов, умерших от ран в госпиталях в годы ВОВ 1941-45 гг. (Воскресенский некрополь).
Памятник односельчанам, погибшим в боях за Родину в годы Великой Отечественной войны (пос. Мостовая).

Памятник "Влюблённым".
Памятник В. И. Ленину.
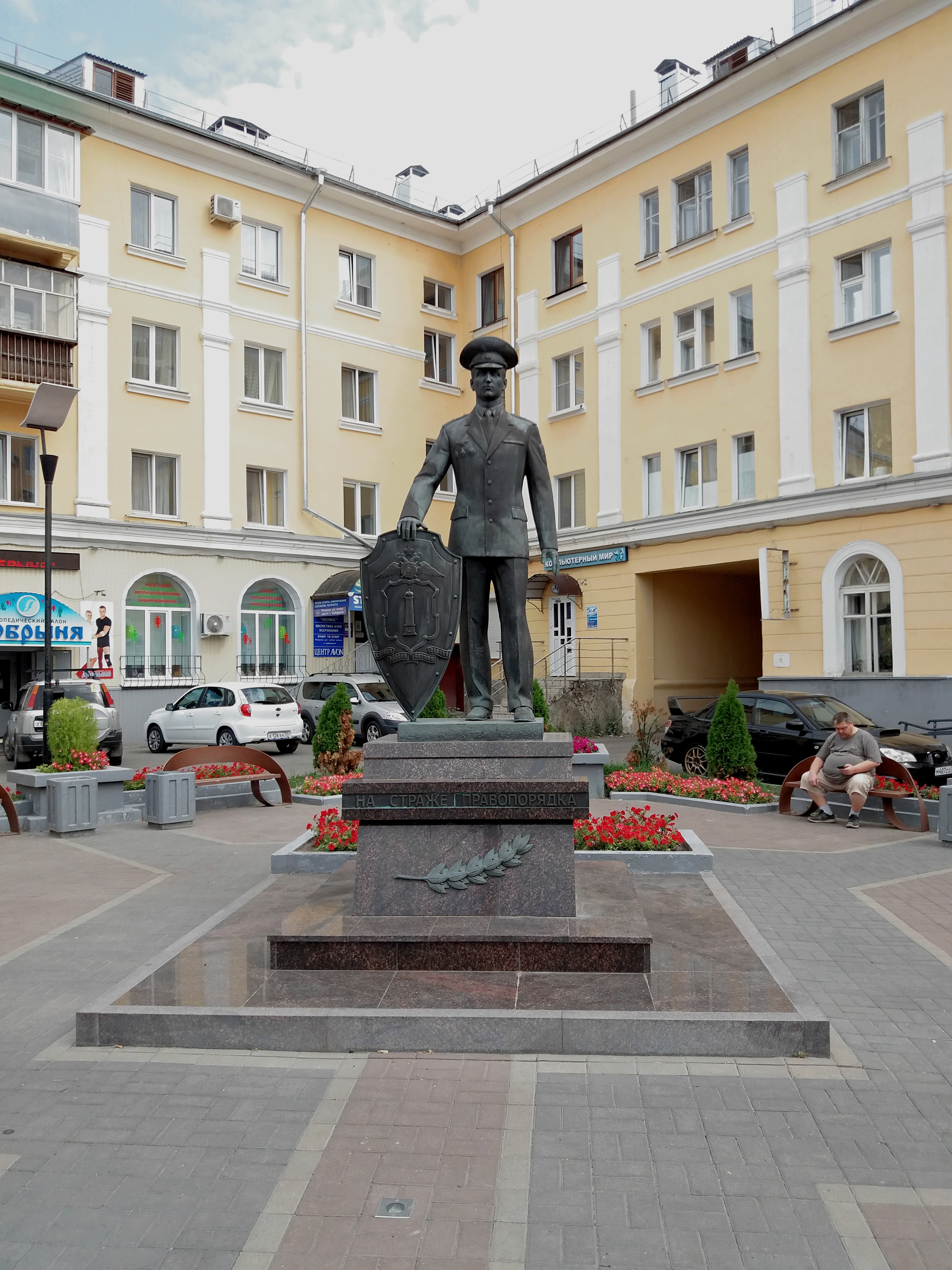
Памятник работникам УВД.
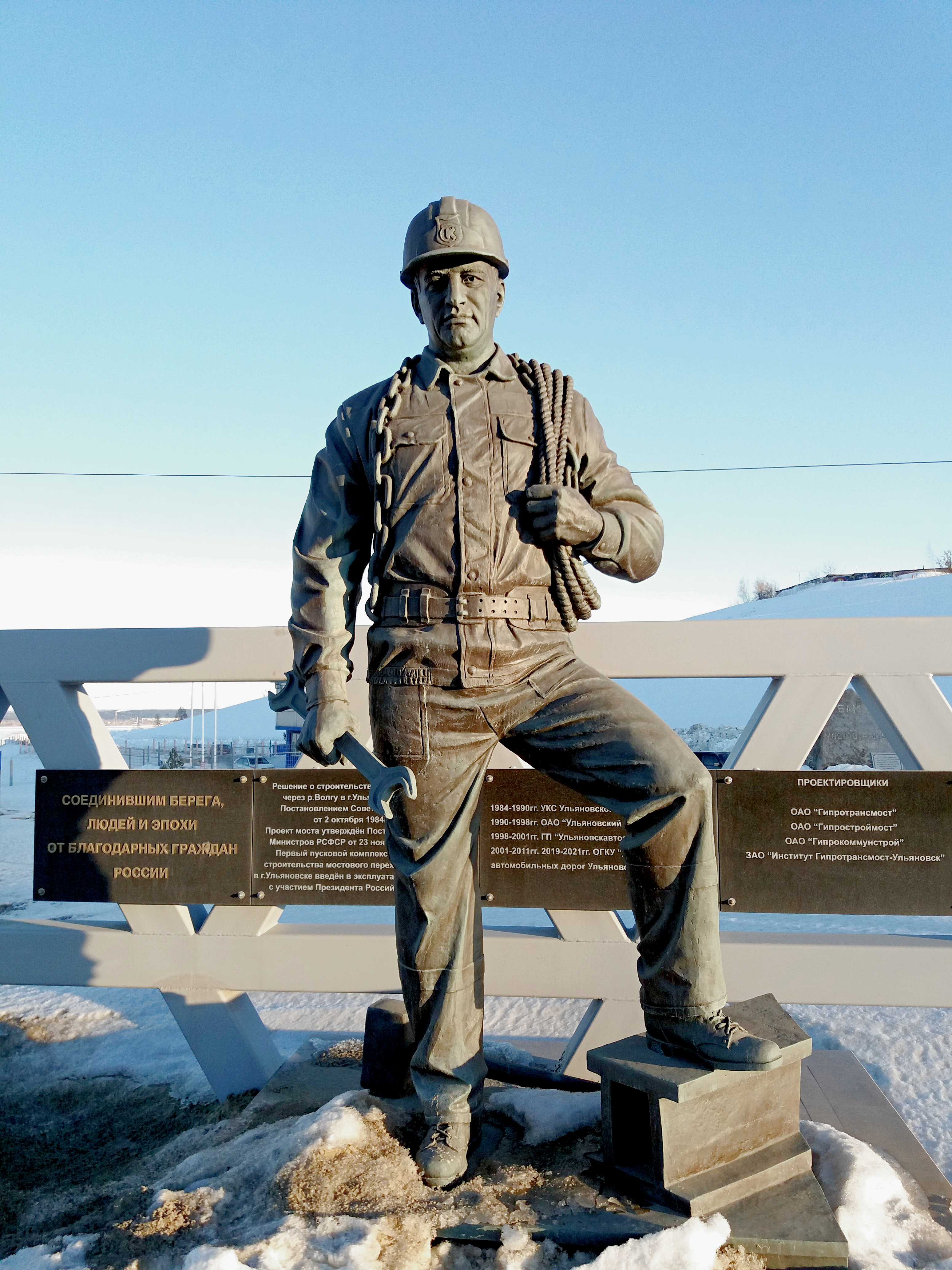
Памятник мостостроителям.
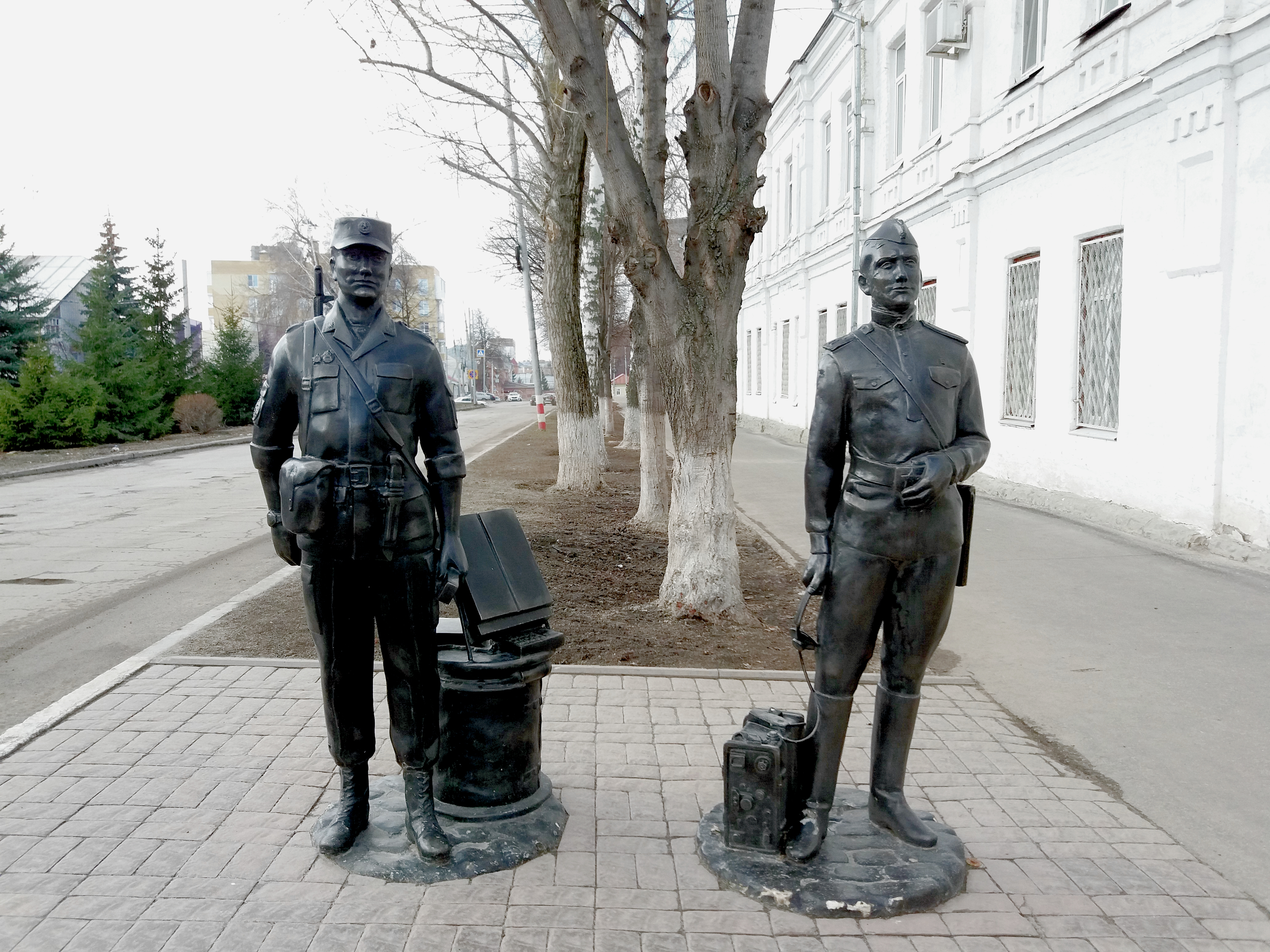
Памятник связистам.
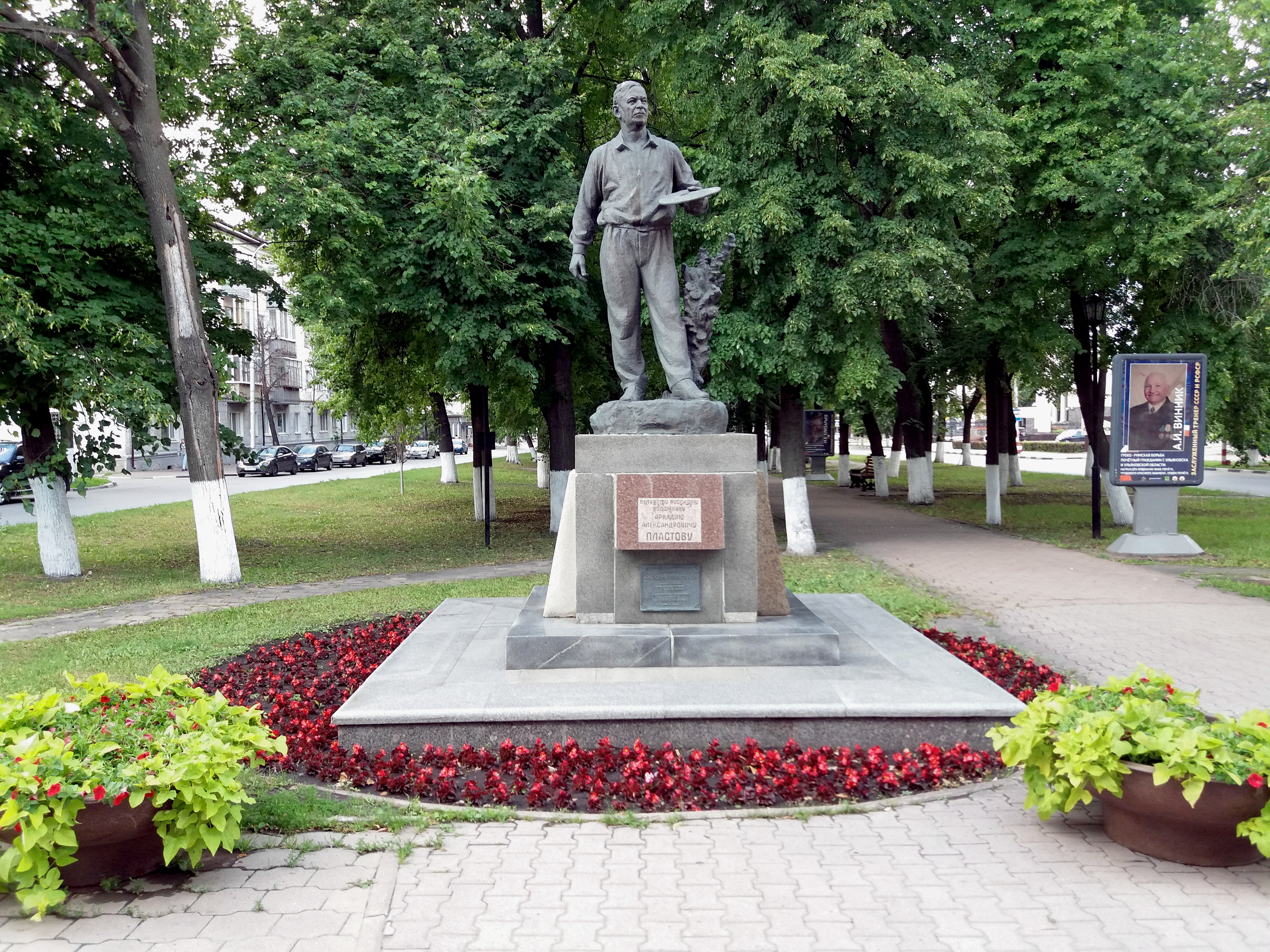
Памятник Пластову.
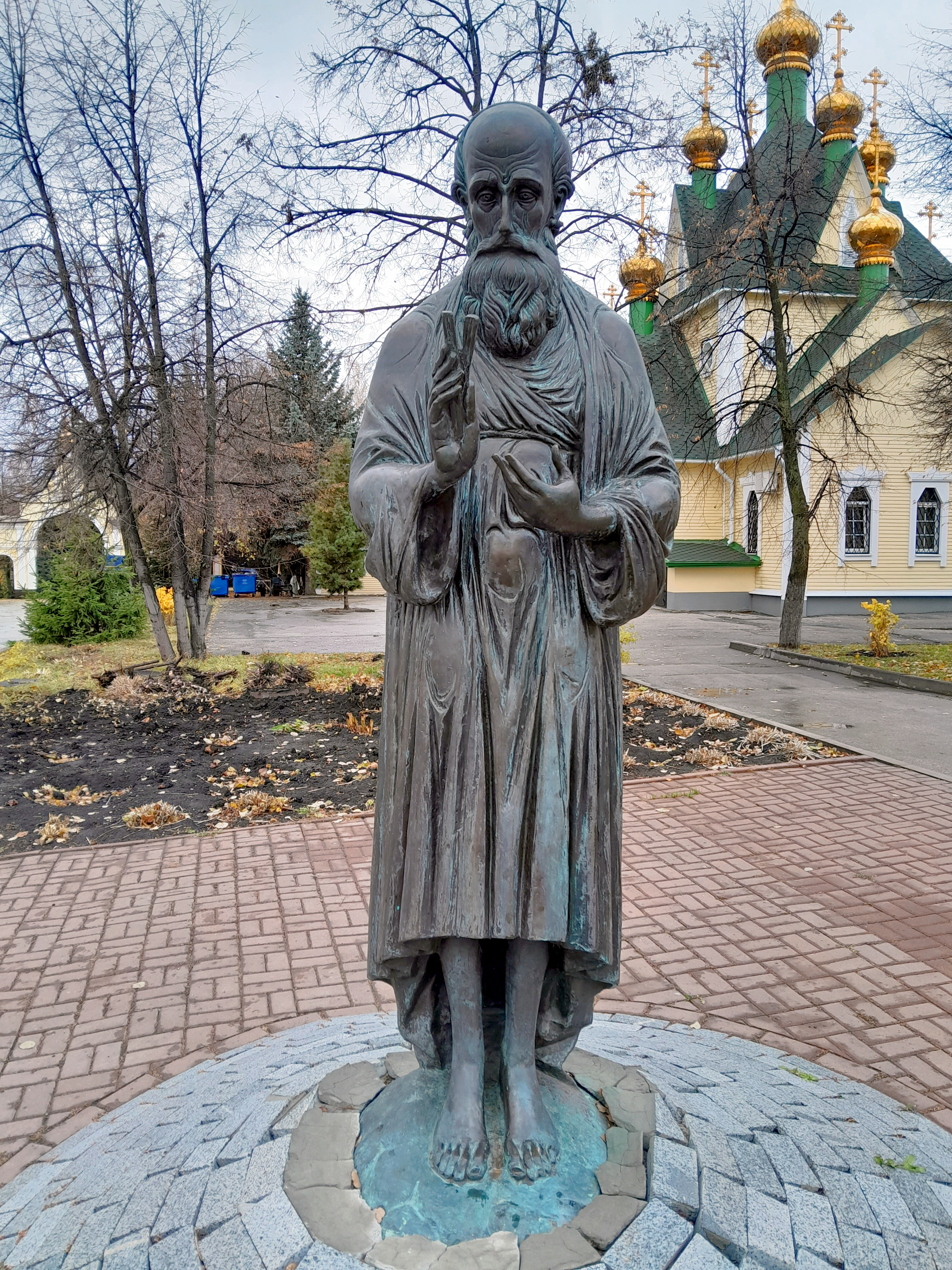
Памятник Андрею Симбирскому.

## Религия
- Спасо-Вознесенский собор
- Евангелическо-лютеранская церковь Святой Марии
- Храм Воскресения Христова
- Воскресенско-Германовский кафедральный собор
- Богородице-Неопалимовский храм
- Храм Рождества Христова
- Церковь Сошествия Святого Духа
- Покровская церковь в Карлинском
- Храм Трёх Святителей
- Спасский женский монастырь
- Мариинская церковь при Мариинской гимназии
- Храм святого Никиты Новгородского
- Часовня в честь иконы Божией Матери «Всех Скорбящих Радость»

### Утраченные храмы
- Покровский монастырь
- Николаевская церковь
- Вознесенский собор
- Троицкий (Никольский) собор
- Владимирская (Ильинская) церковь
- Смоленская церковь
- Католический костёл
- Казанский кафедральный собор.
- Троицкая церковь
- Церковь Петра и Павла
- Успенский монастырь
- Тихвинская церковь
- Церковь Всех Святых
- Богоявленская церковь
- Николаевский собор
- Пантелеймоновская церковь
- Успенская церковь
- Николаевская церковь Симбирского кадетского корпуса
- Сергиевская церковь Симбирской гимназии

### Галерея утраченных храмов

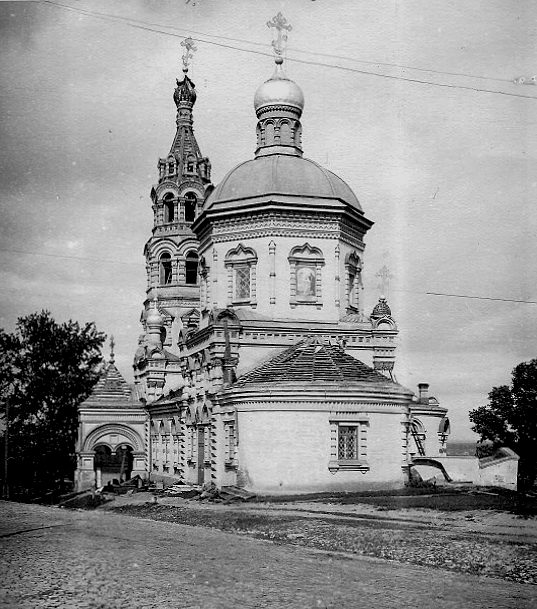
Богоявленская церковь.
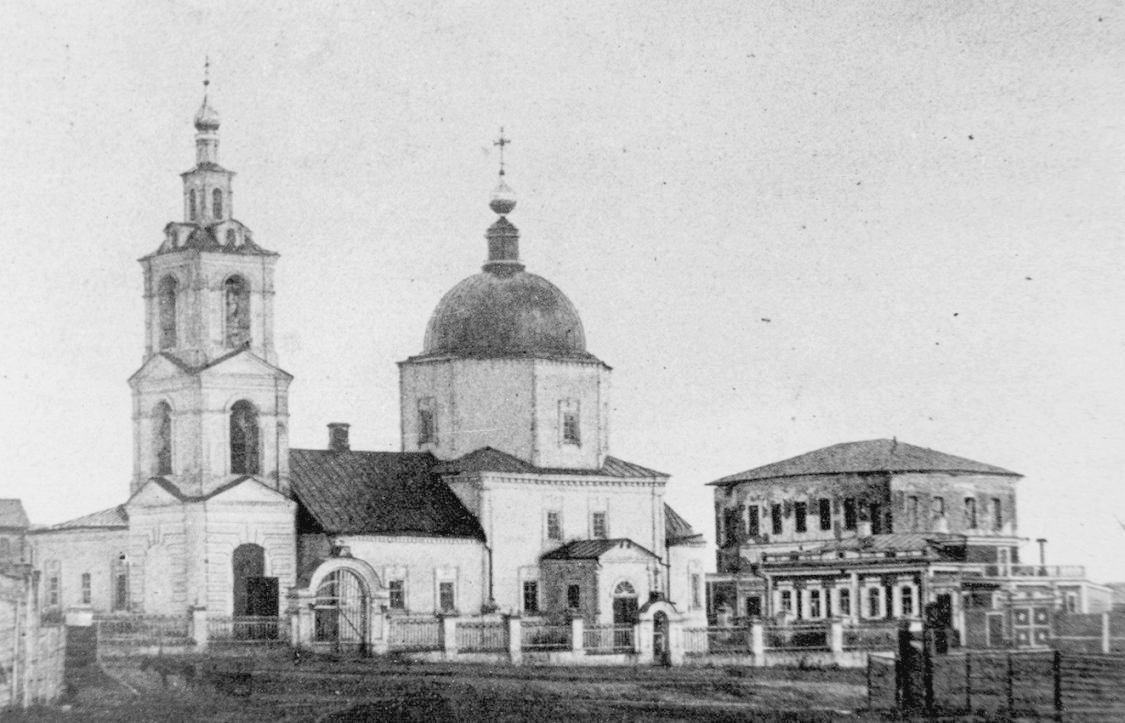
Тихвинская церковь.
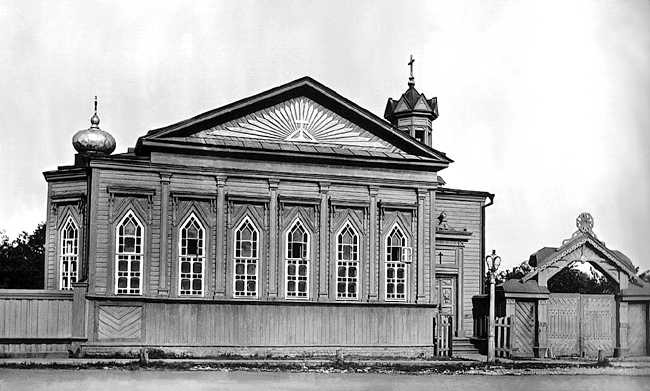
Казанский собор.
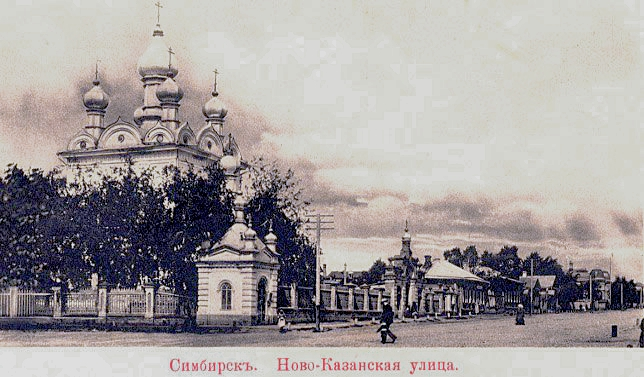
Успенская церковь.
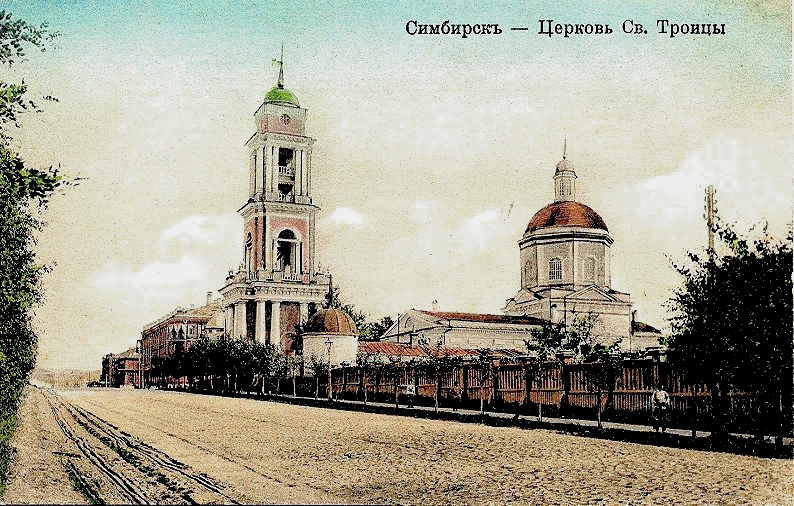
Троицкая церковь.
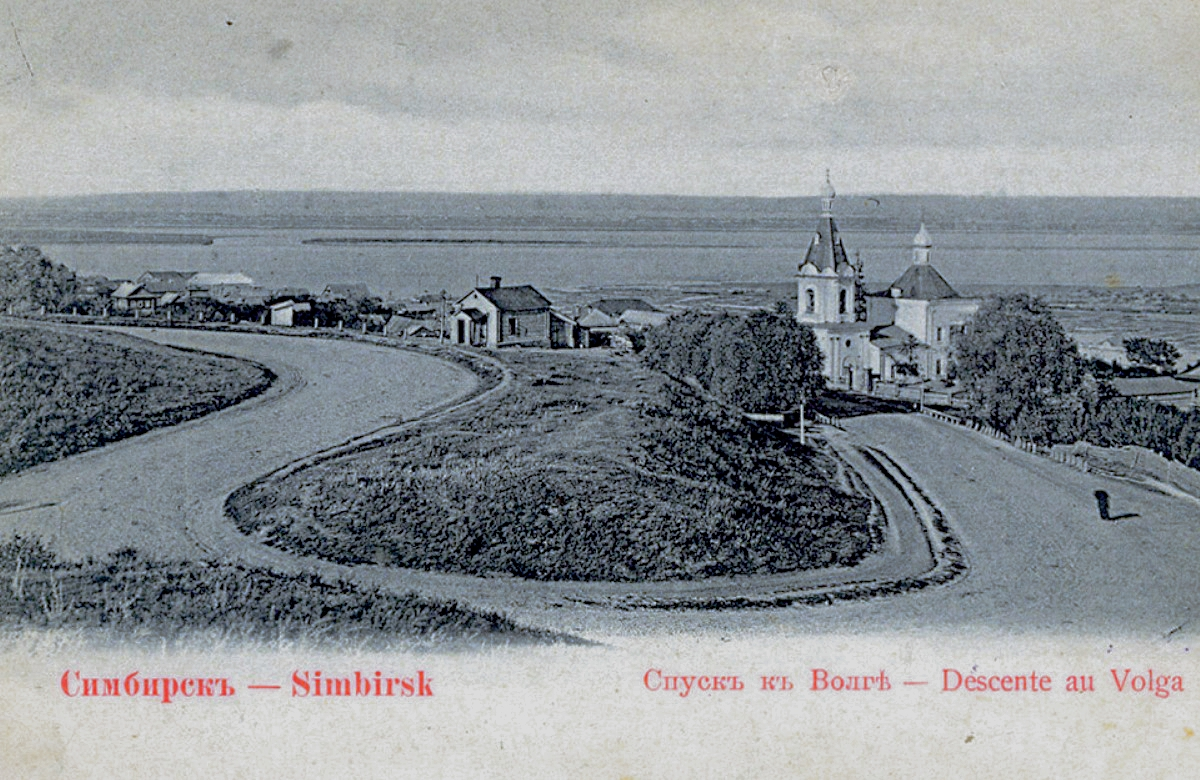
Открытка 1910 г. Спуск к Волге, Петро-Павловская церковь.

### Галерея существующих храмов

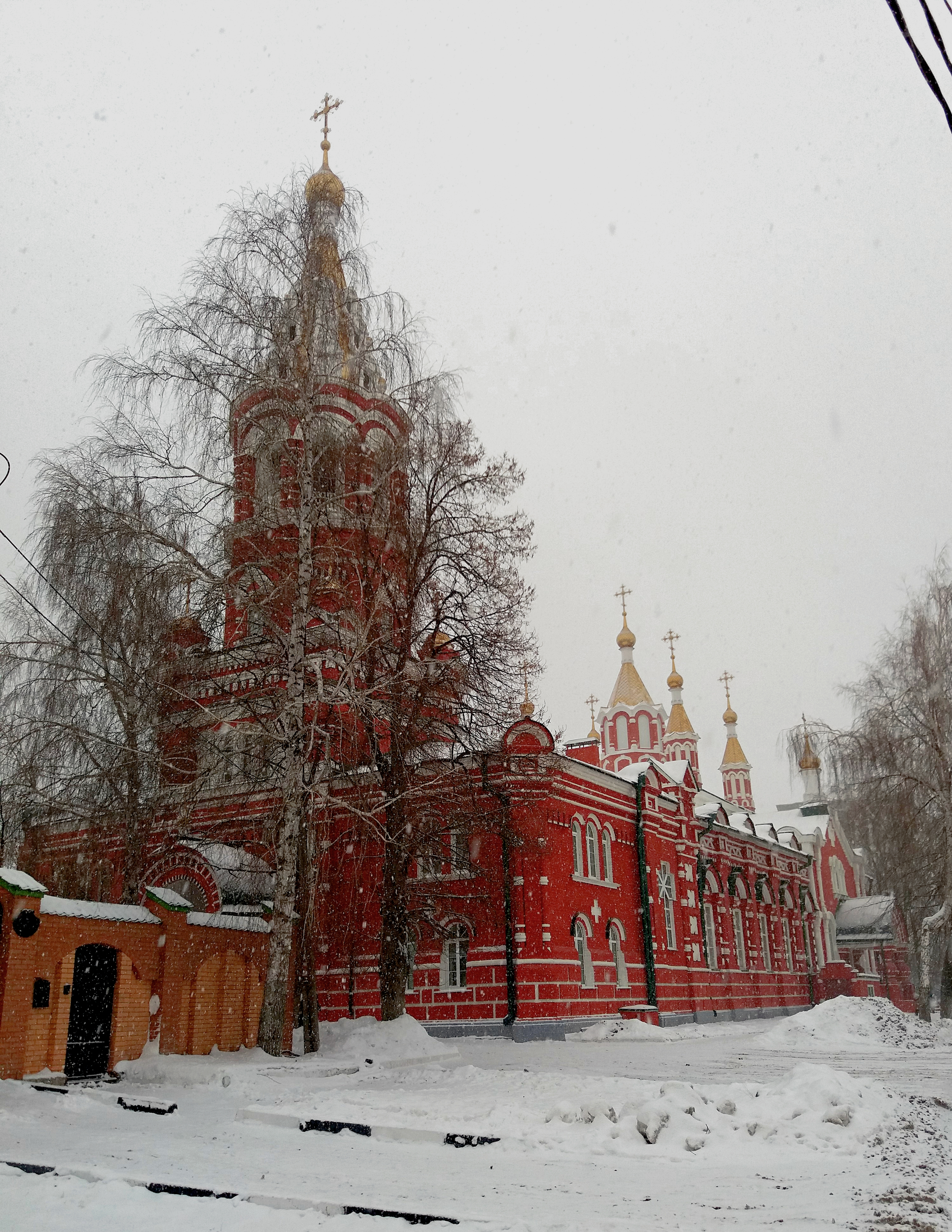
Воскресенско-Германовский храм.
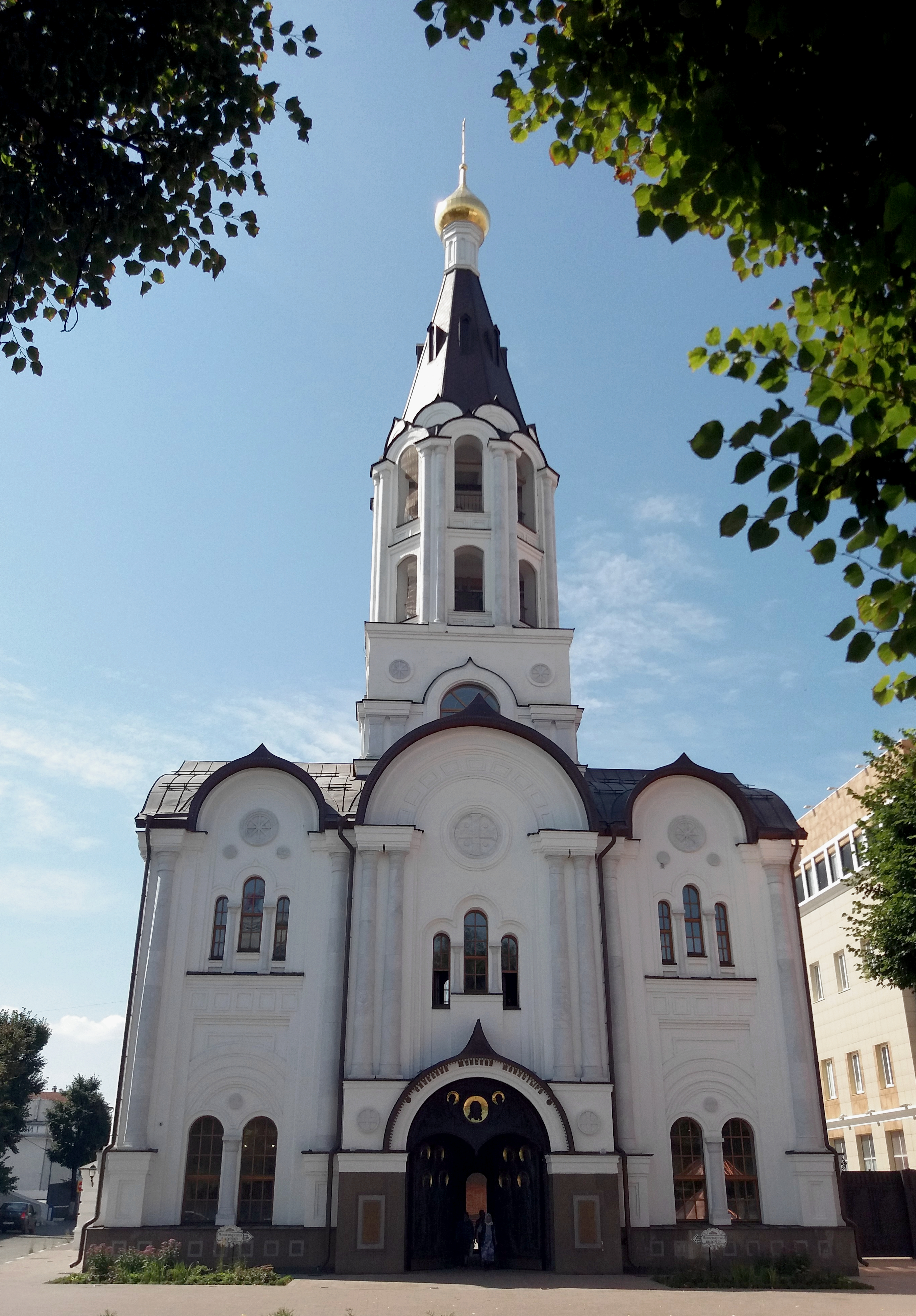
Храм в честь всех Новомучеников и исповедников Симбирской земли.
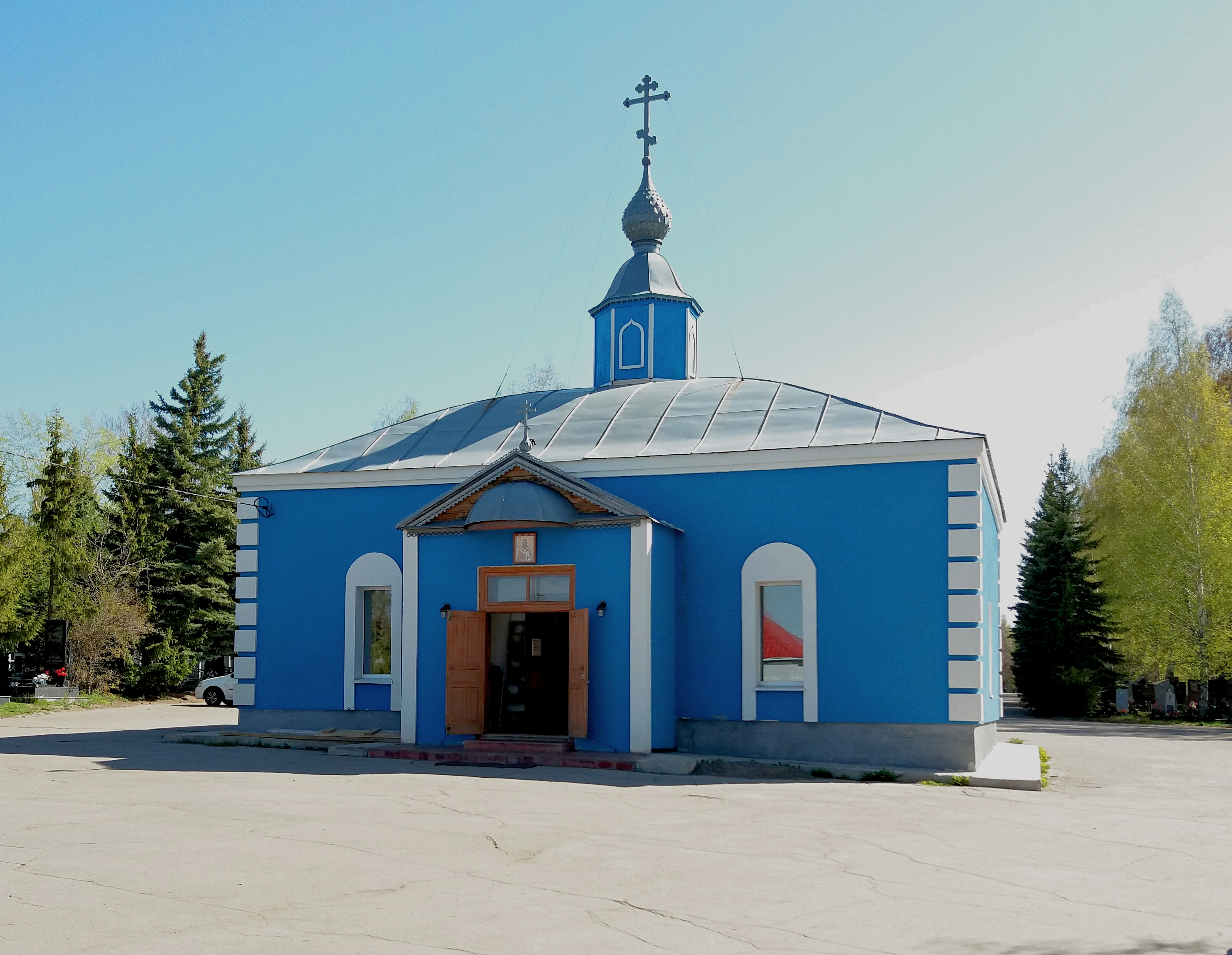
Храм святого Никиты Новгородского.
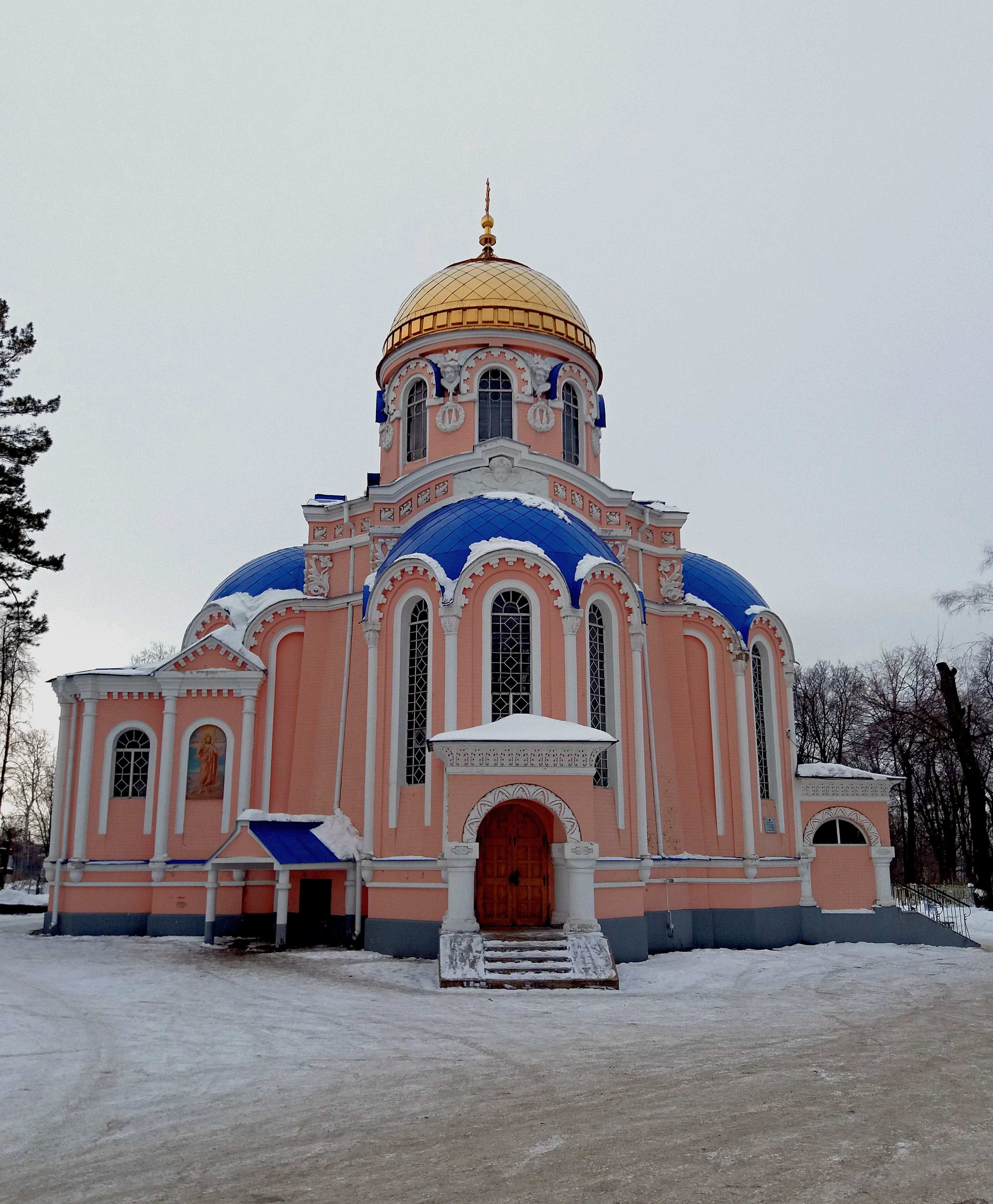
Воскресенский храм.
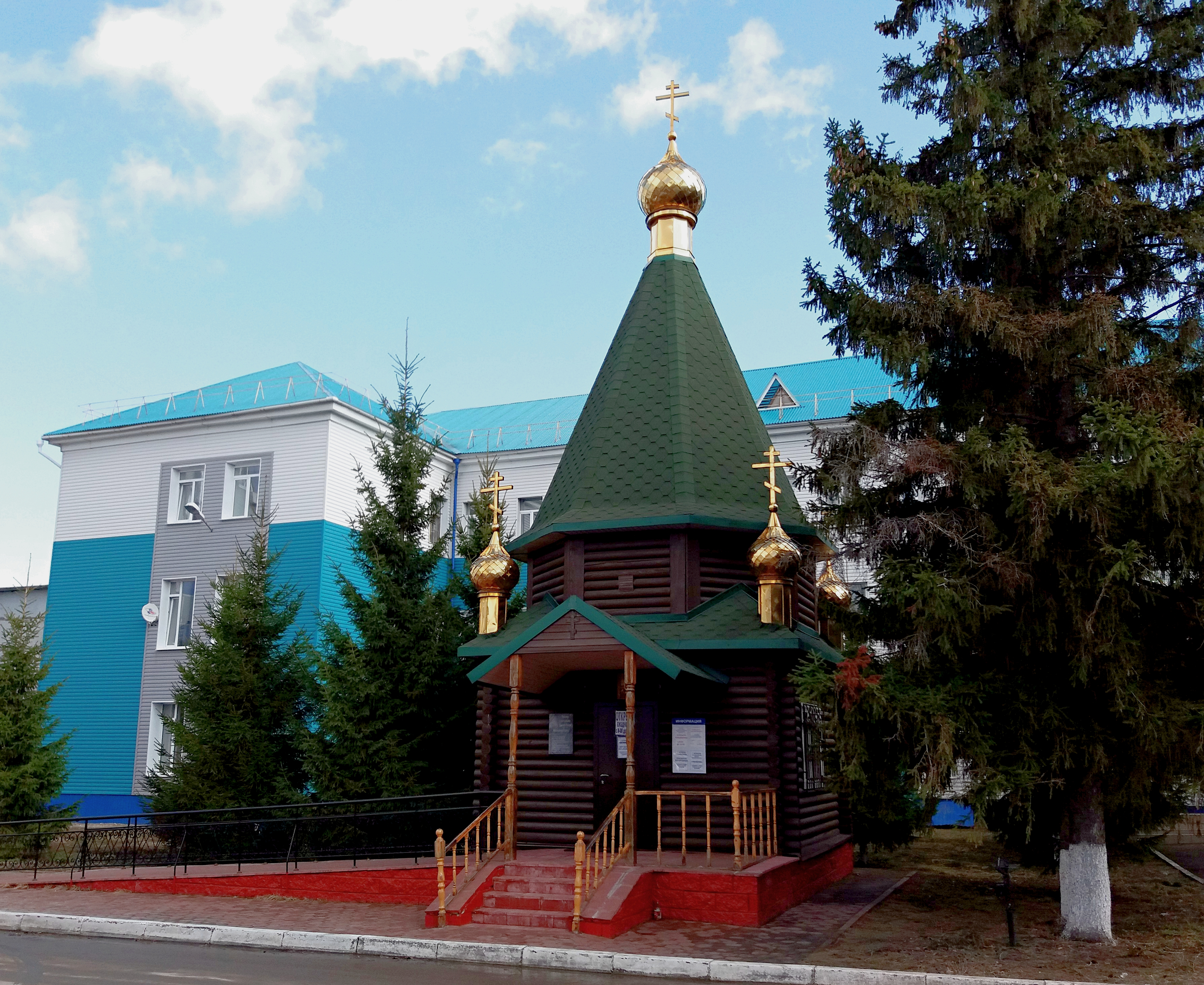
Часовня в честь иконы Божией Матери «Всех Скорбящих Радость».
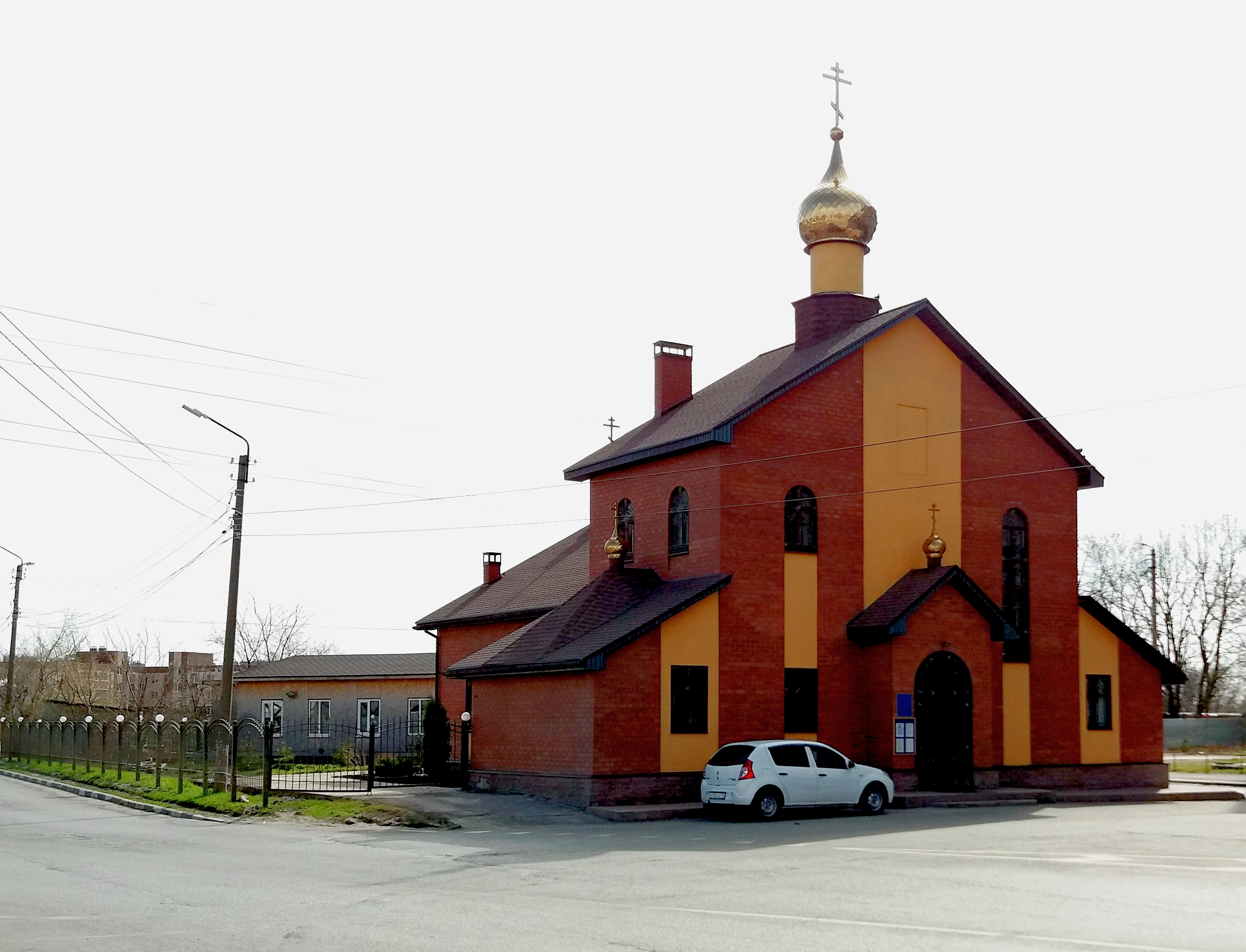
Храм в честь Сретения Господня (ул. Репина, 37А).
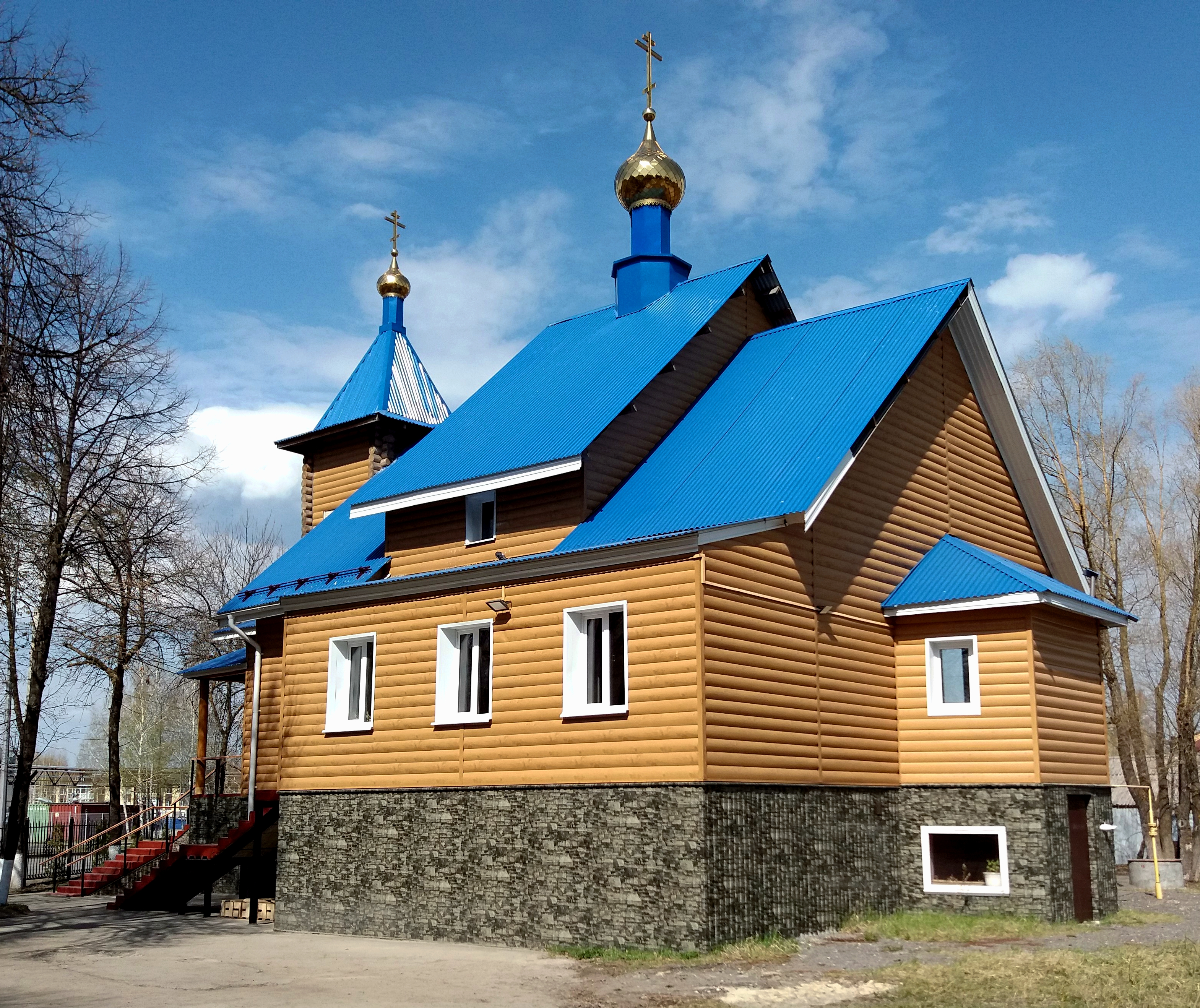
Церковь Михаила Архангела (Ипподромная улица).
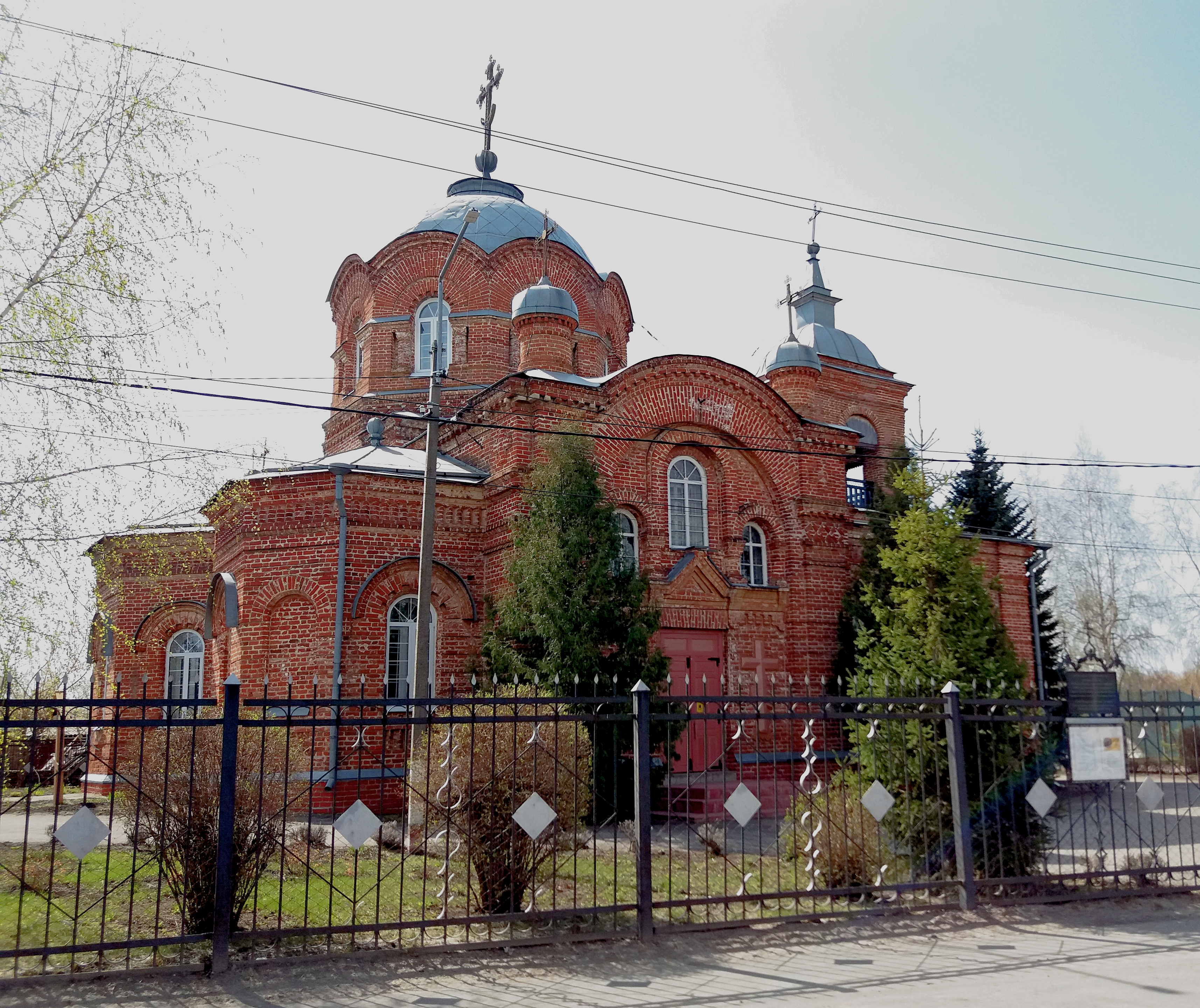
Храм Рождества Христова (Мостовая).
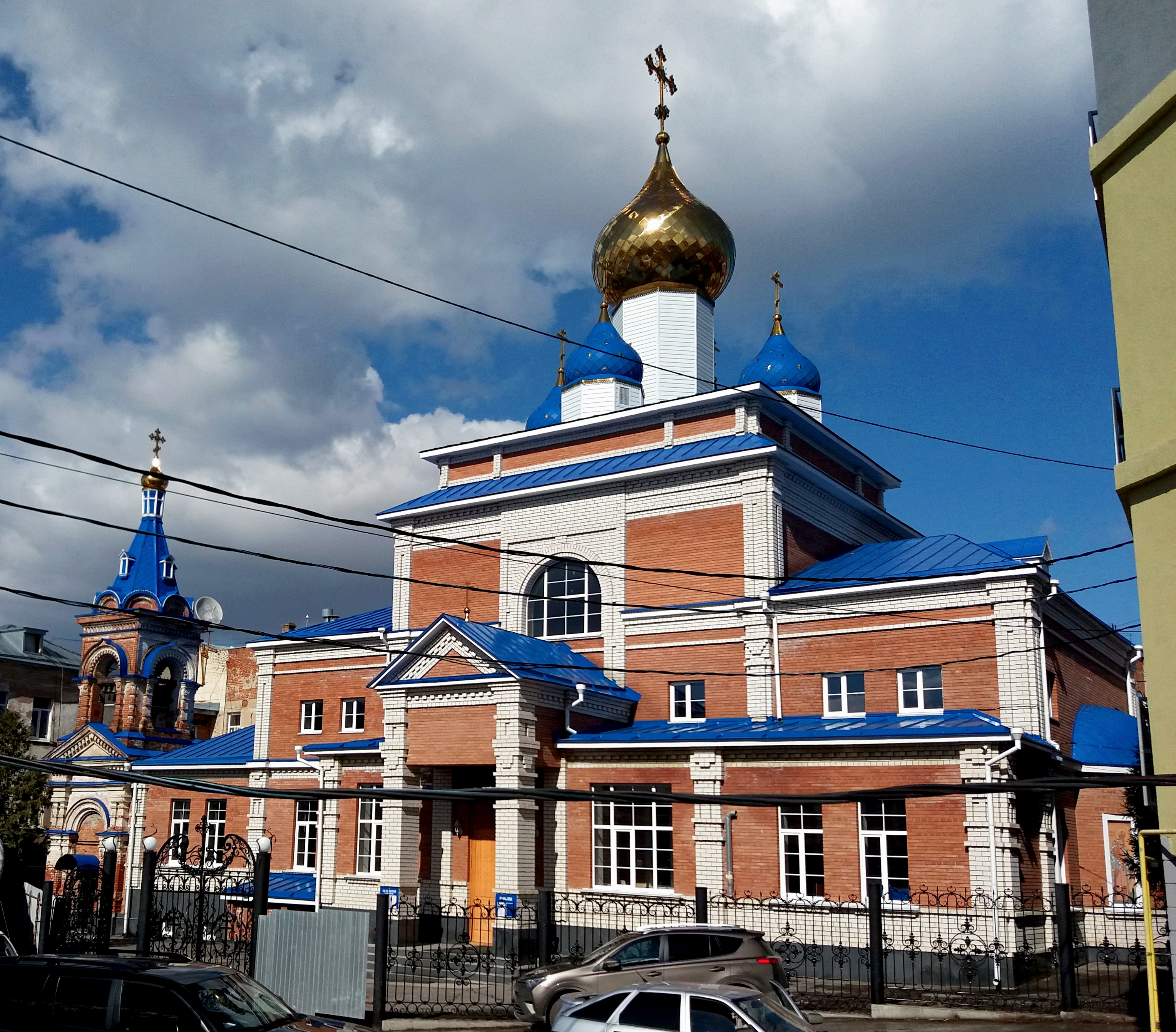
Храм Трёх святителей.
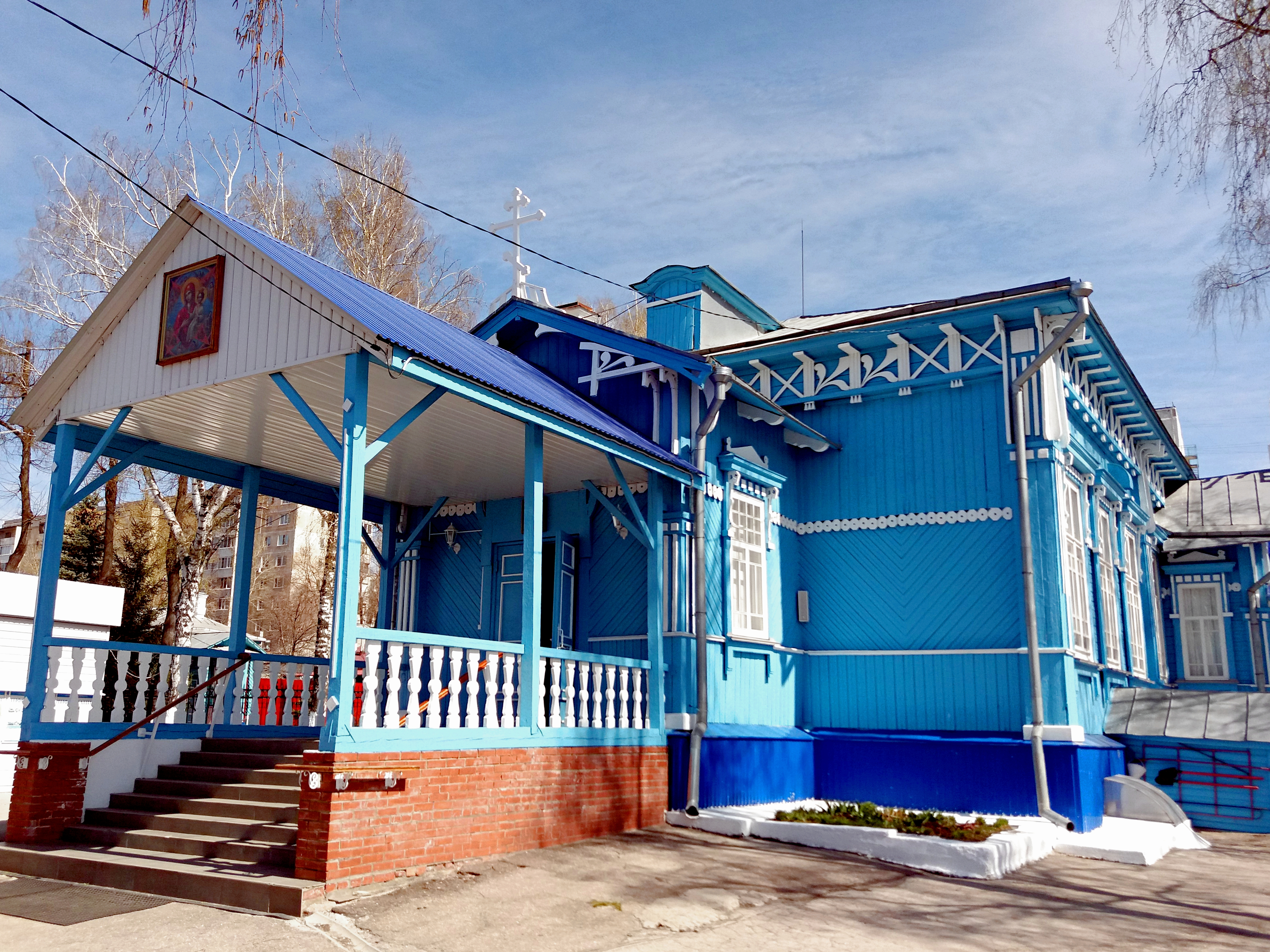
Церковь Неопалимой Купины.
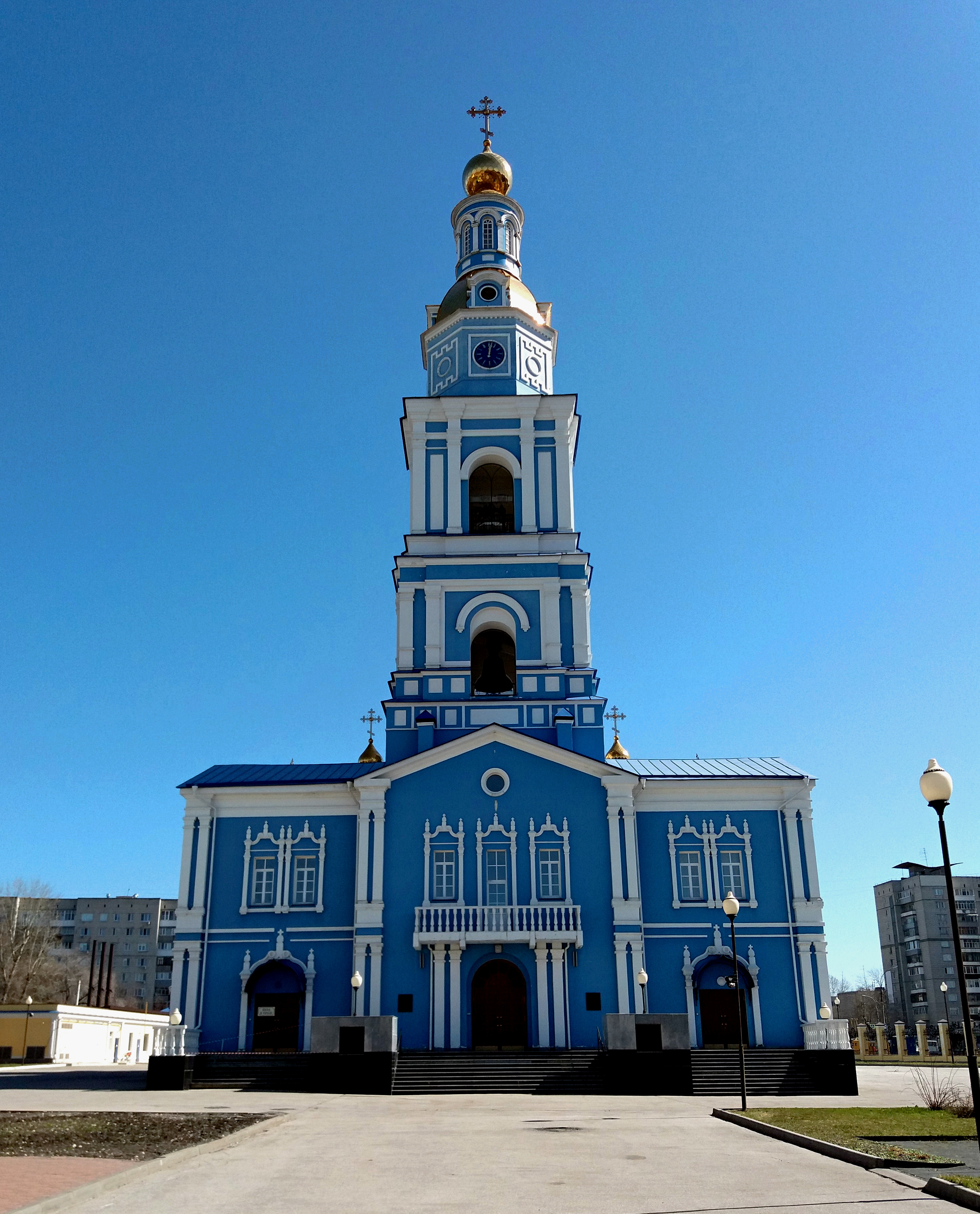
Спасо-Вознесенский кафедральный собор, до ремонта в 2024 г.
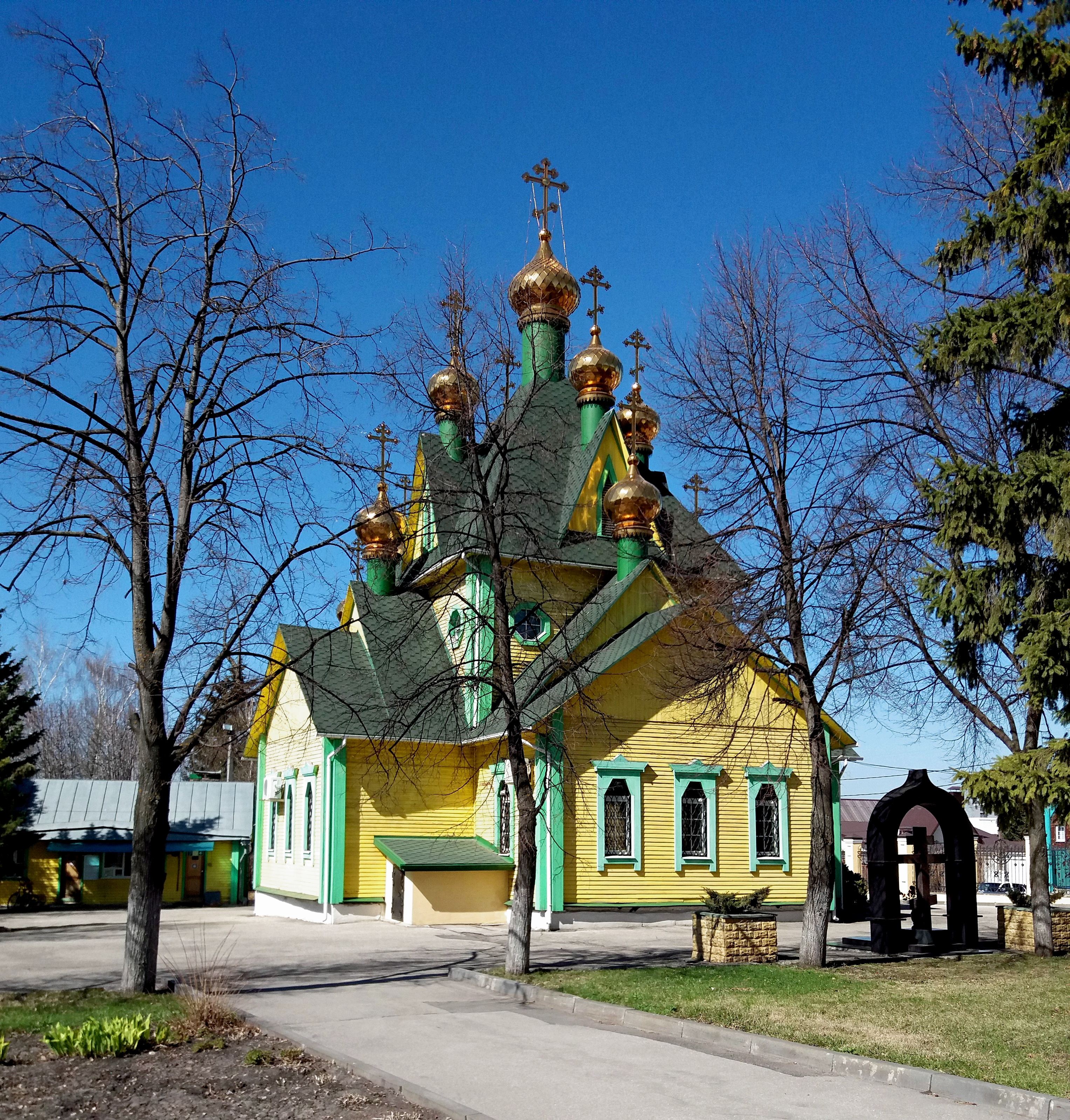
Всехсвятская церковь.
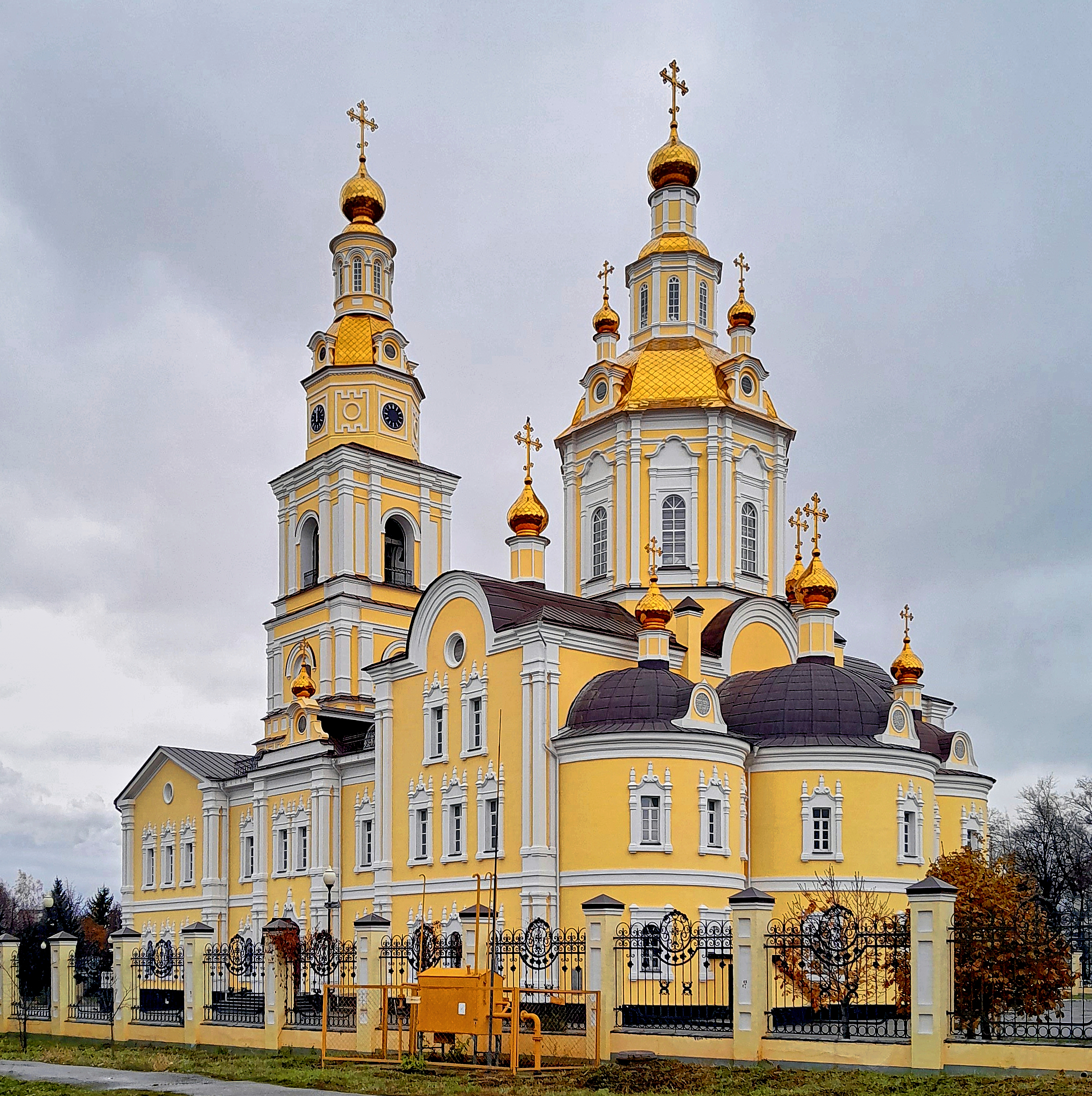
Спасо-Вознесенский собор (2024).

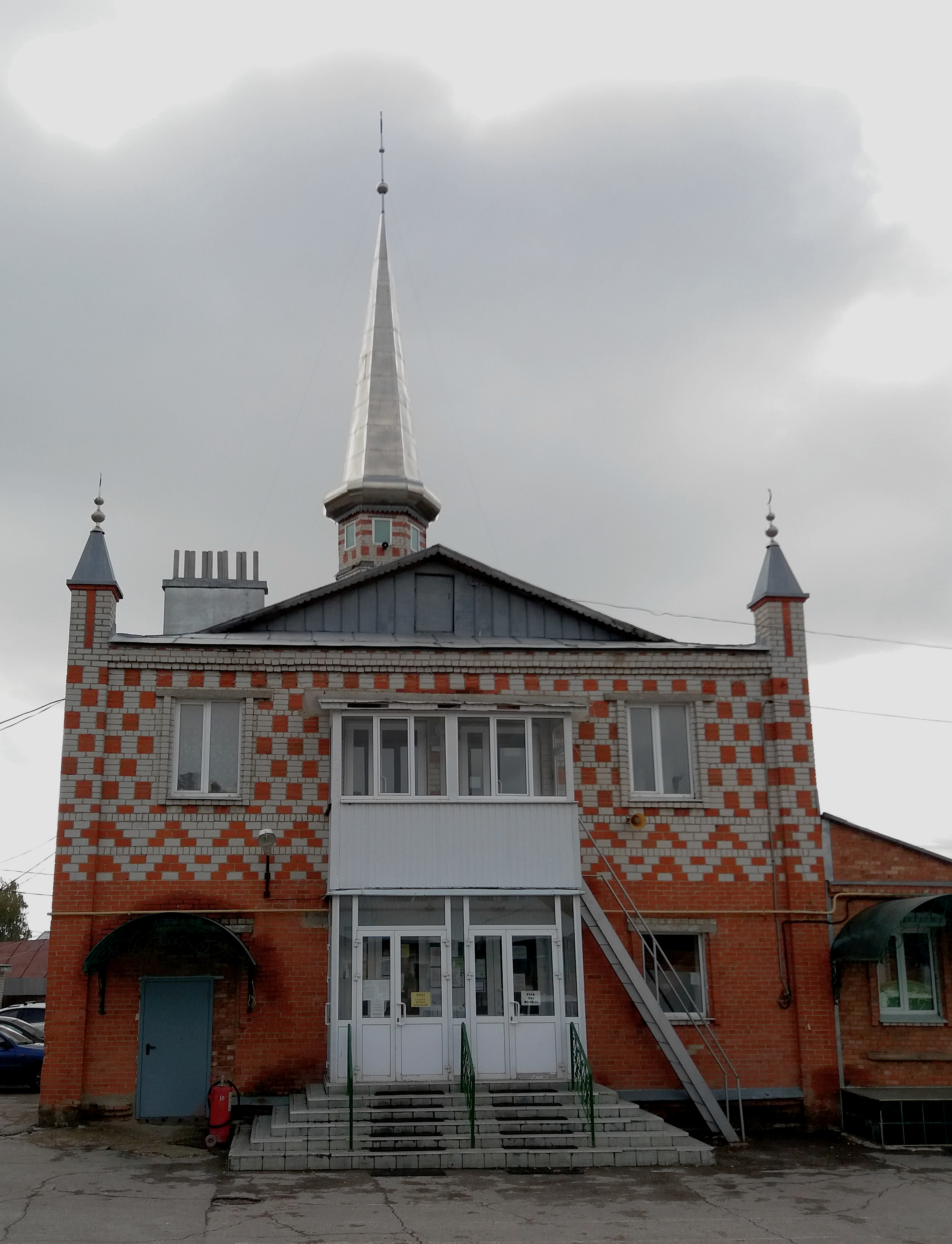
Махалля «Центральная Соборная мечеть».
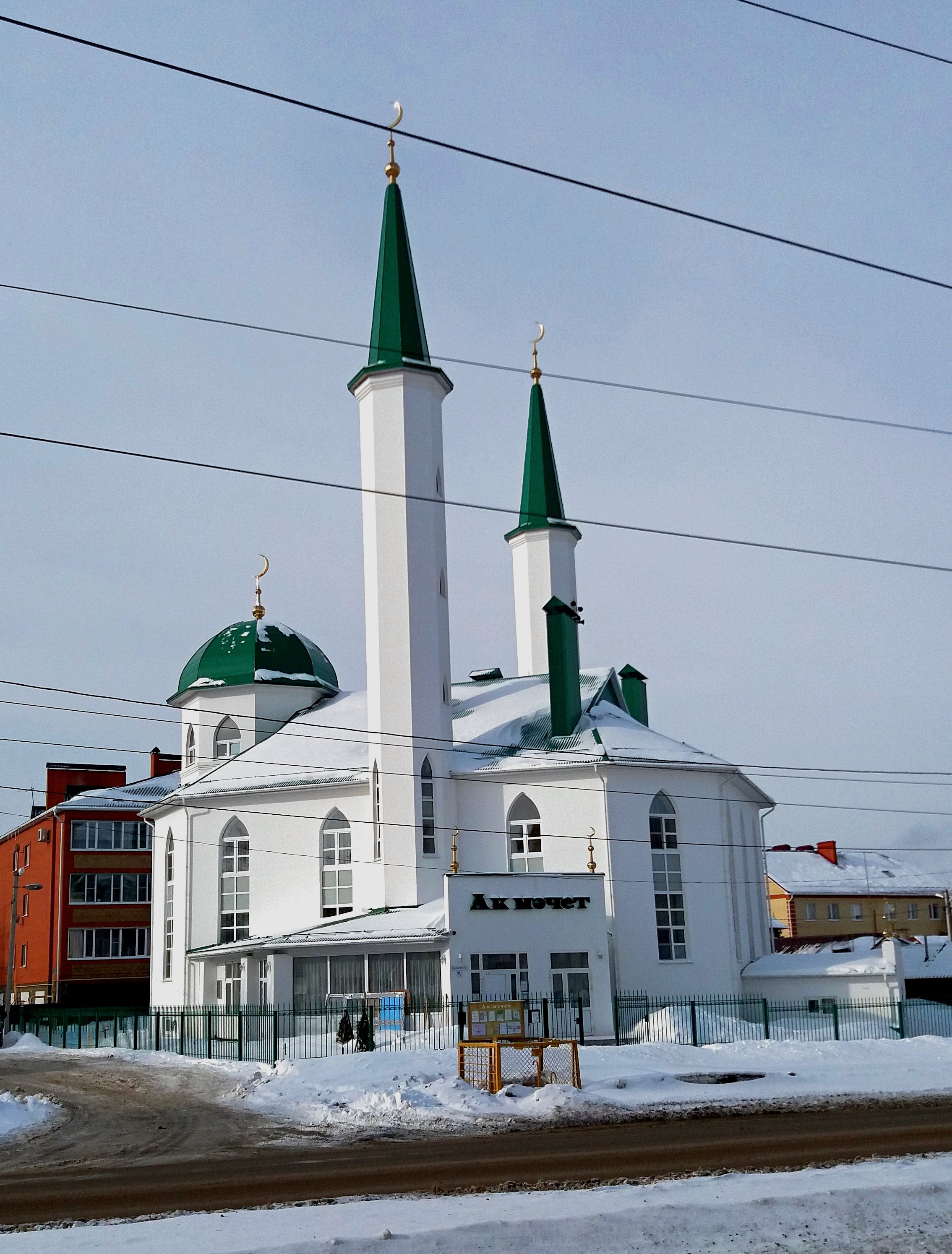
Мечеть «Ак мечет».
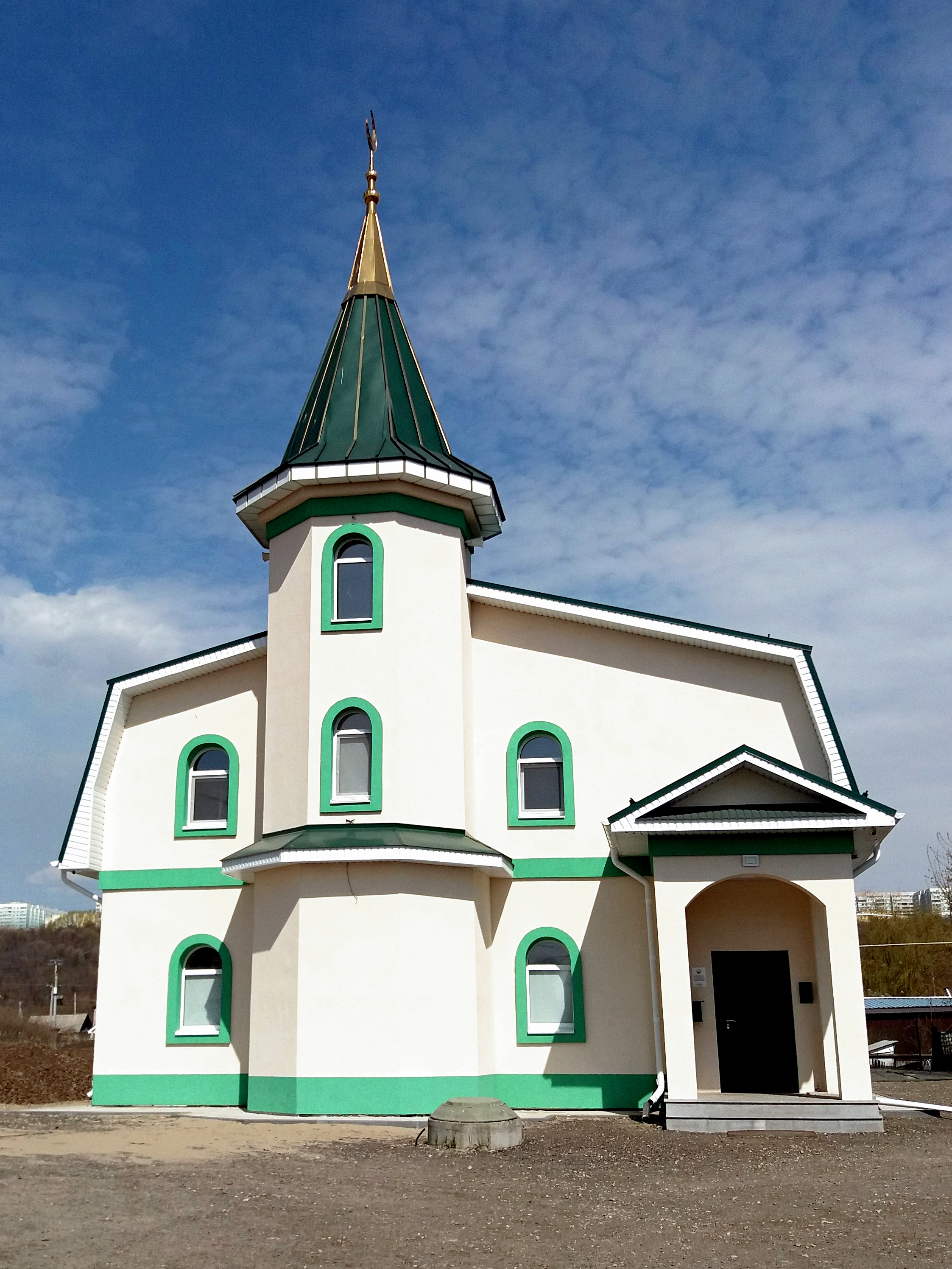
Махалля «Нурлы» № 2538 (ул. Российская, 88).
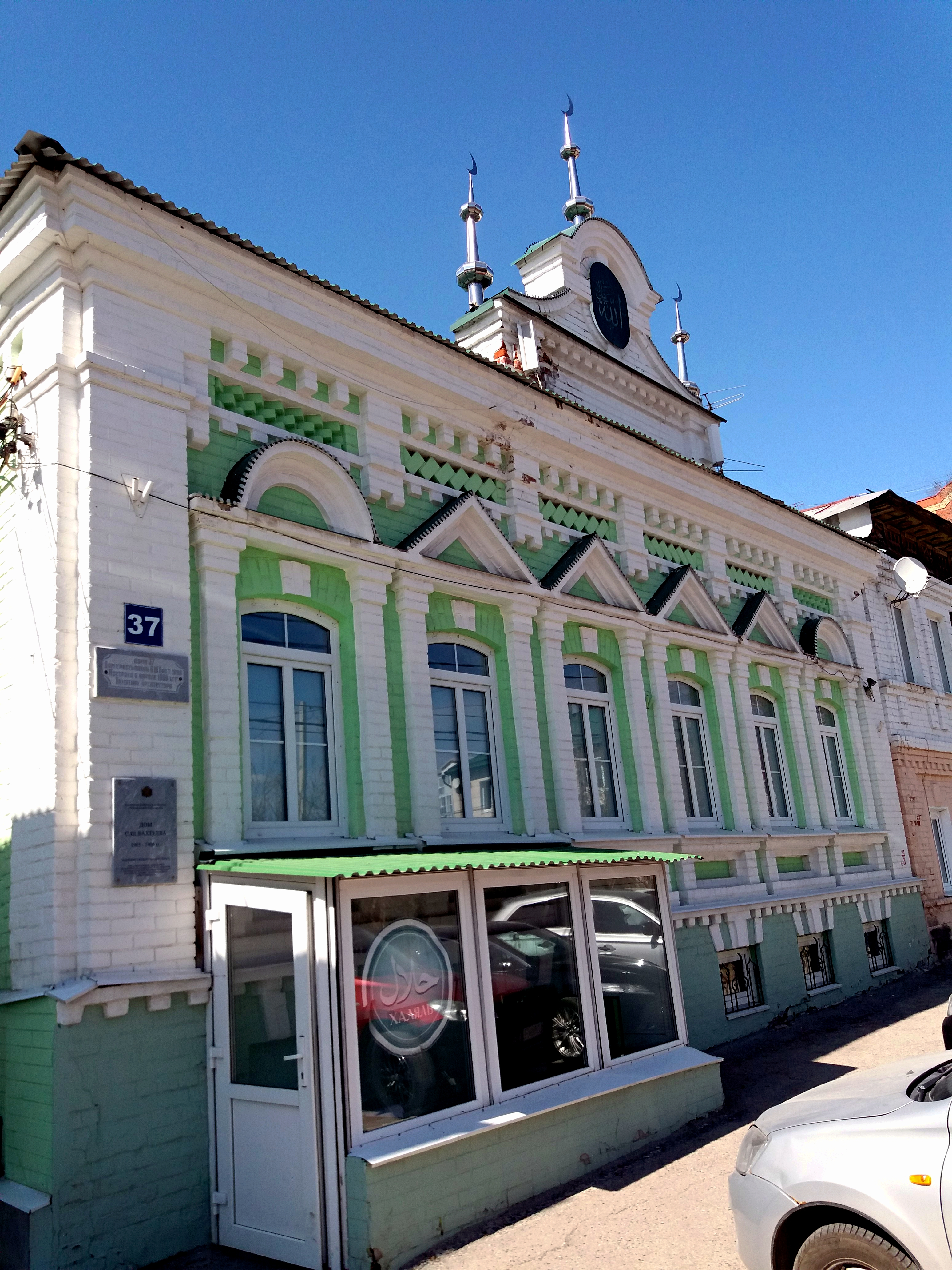
Мечеть «Махалля № 1».
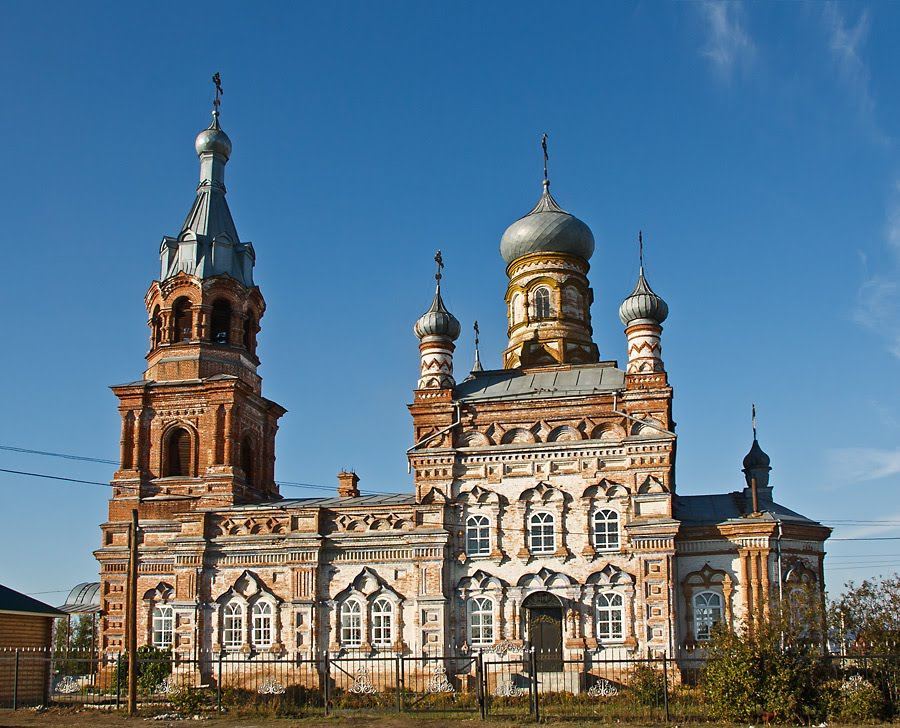
Покровский храм в Карлинском.
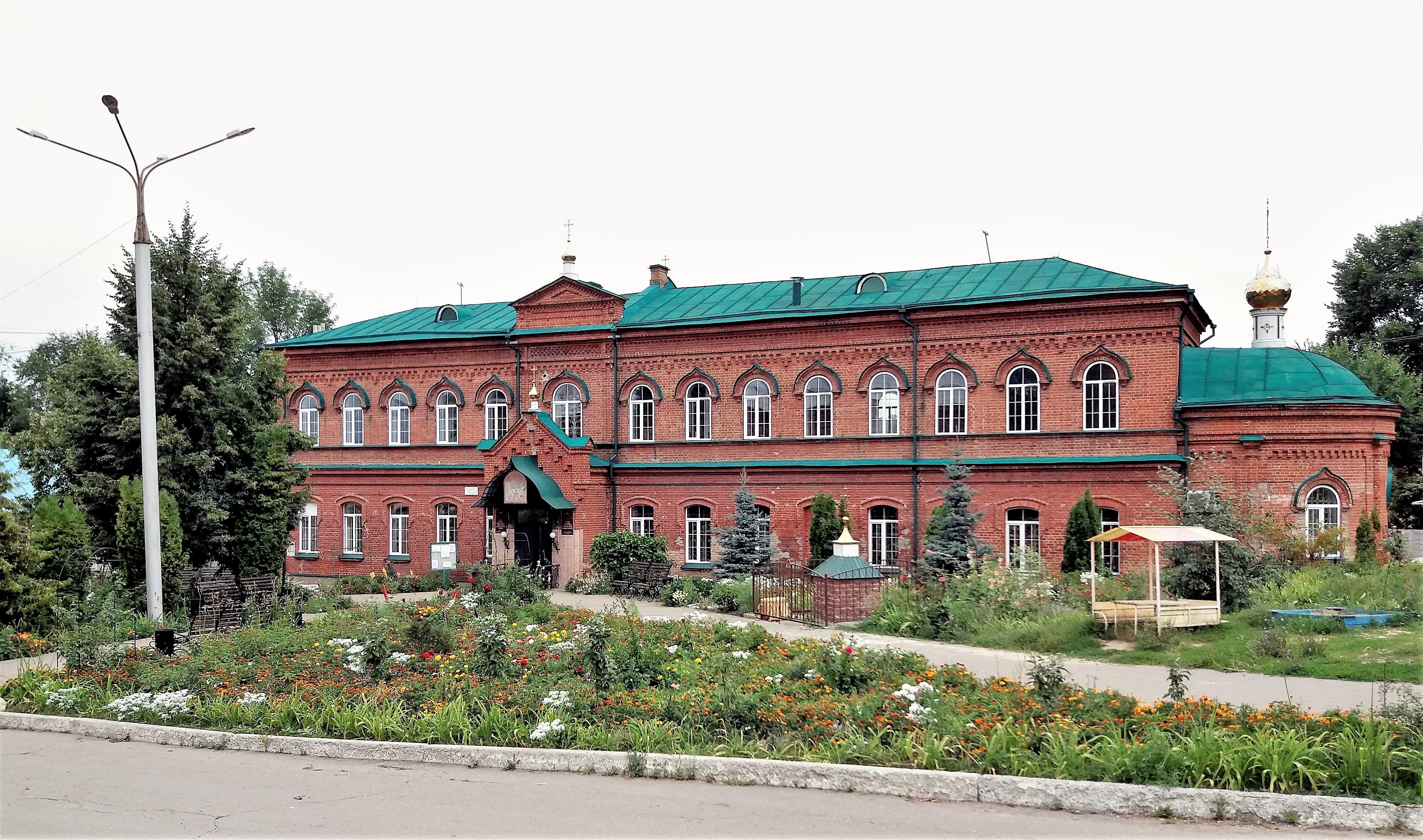
Храм во имя Сошествия Святого Духа на Апостолов.

### Кладбища
- Еврейские кладбища в Ульяновске
- Воскресенский некрополь
- Покровский некрополь
- Северное (Ишеевское) кладбище.
- Симбирское военно-гарнизонное кладбище[27][28]

## Достопримечательности

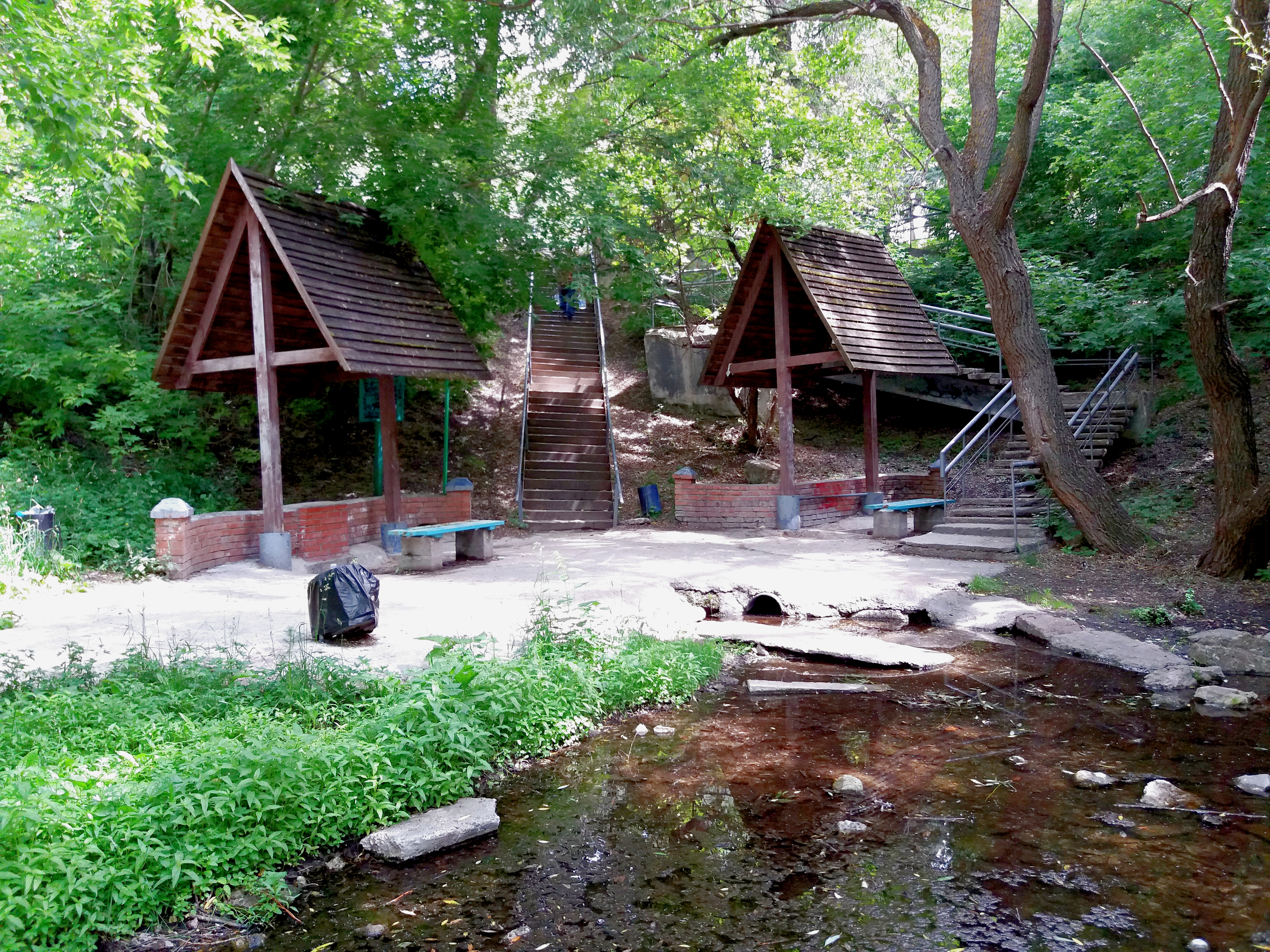
Родник Маришка.

- Родник Маришка.Родник Маришка — являются Памятниками природы Ульяновской области № 090 (ООПТ)[29];
- Карамзинский сквер — памятник природы ООПТ № 082[29];
- Владимирский сад — памятник природы ООПТ;

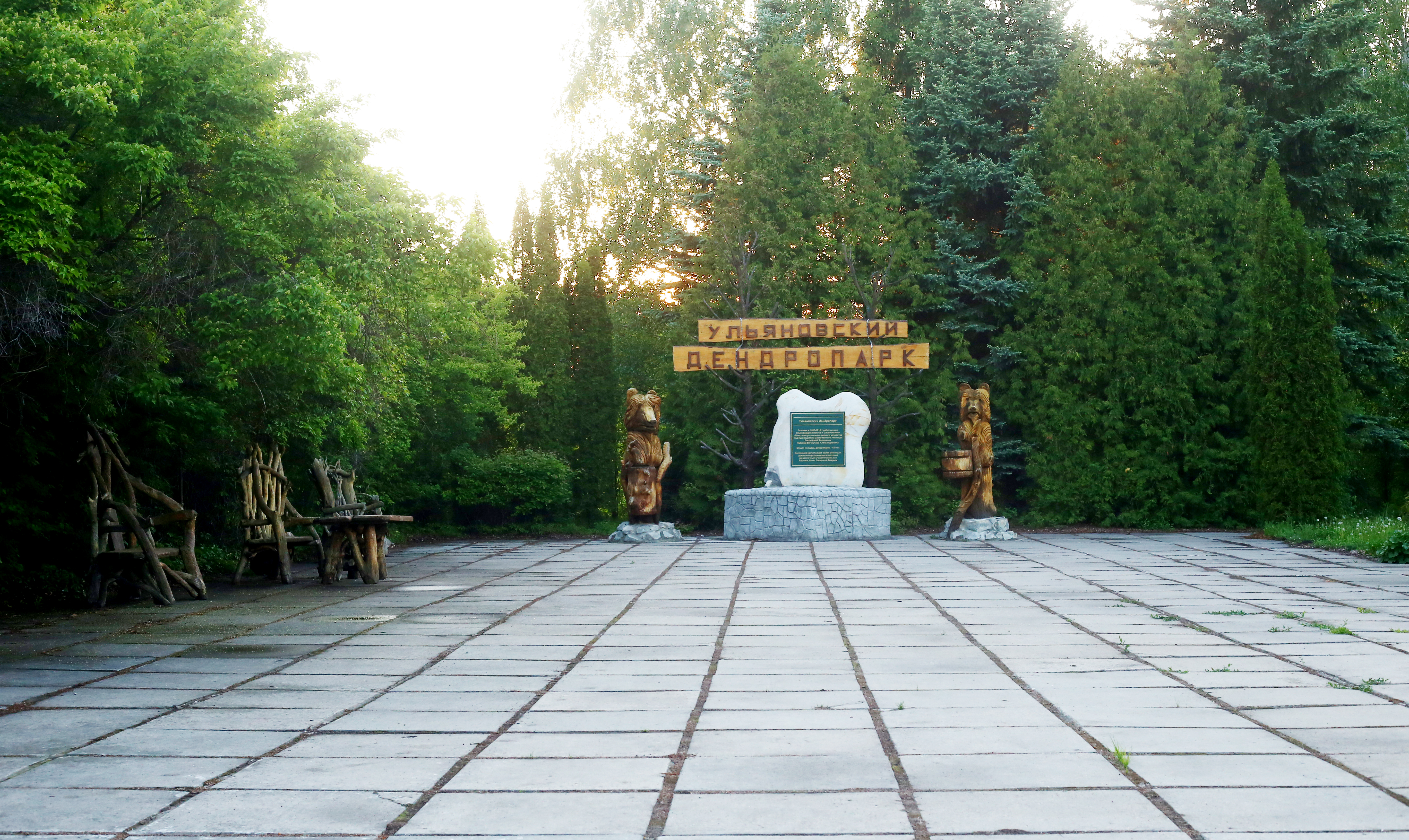
Вход в Ульяновский дендропарк.

- Вход в Ульяновский дендропарк.Ульяновский дендропарк — памятник природы ООПТ № 083[29];
- Парк Дружбы народов
- Ульяновский могильник
- Парк Победы[30][31][32][33];
- Сквер «Трёх поколений»[34];
- Сквер «Языковых»[34];
- Сквер «Мостовая слобода»[34];
- Аллея звёзд;

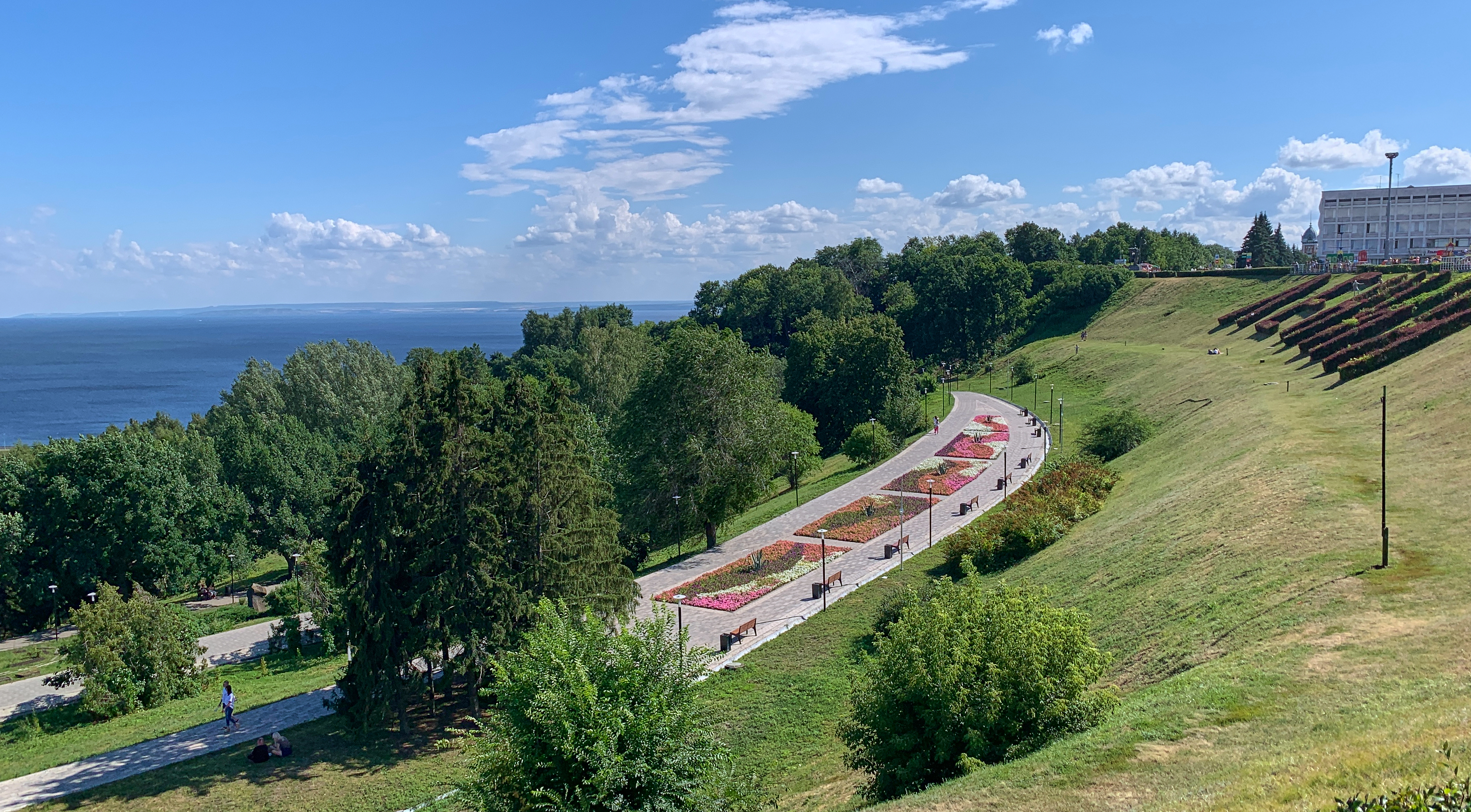
Парк Дружбы Народов.

## Спорт
- Центральный стадион «Труд»
- Ульяновский ипподром
- Плавательный бассейн «Спартак»
- ДС «Динамо»
- Стадион "Симбирск"
- Легкоатлетический манеж «Спартак»
- Спортивная школа борьбы имени Винника.

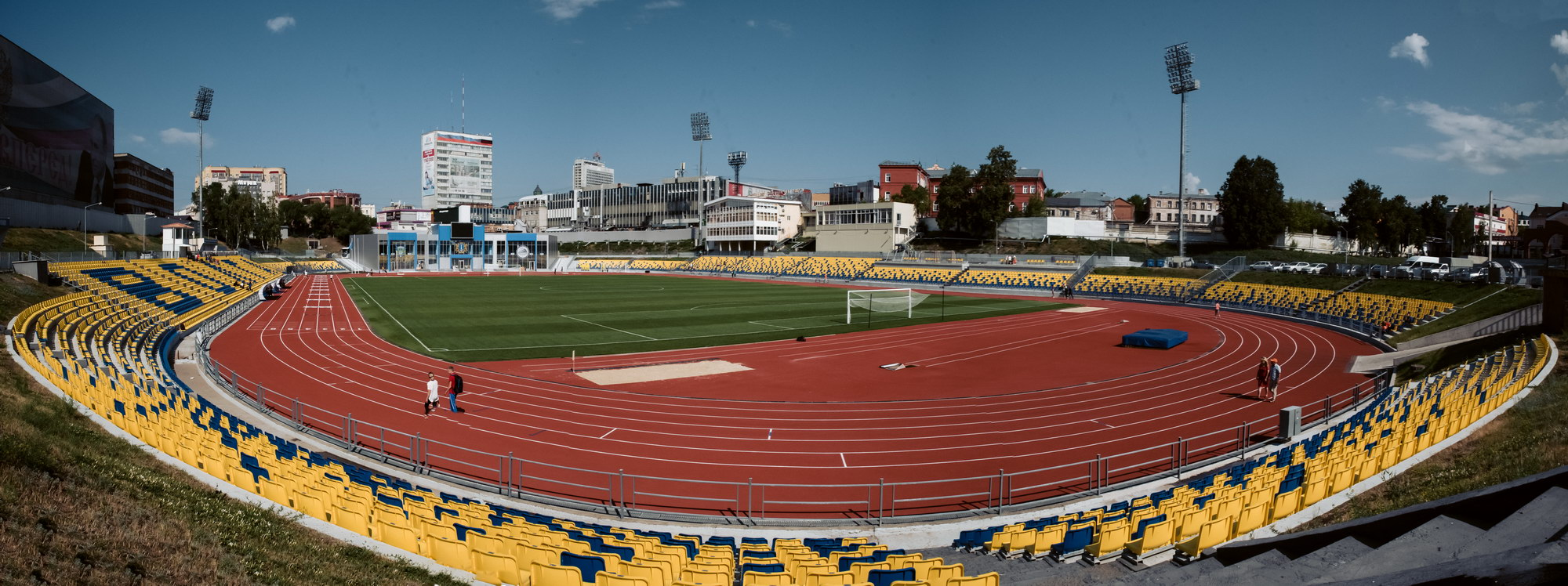
Центральный стадион «Труд».
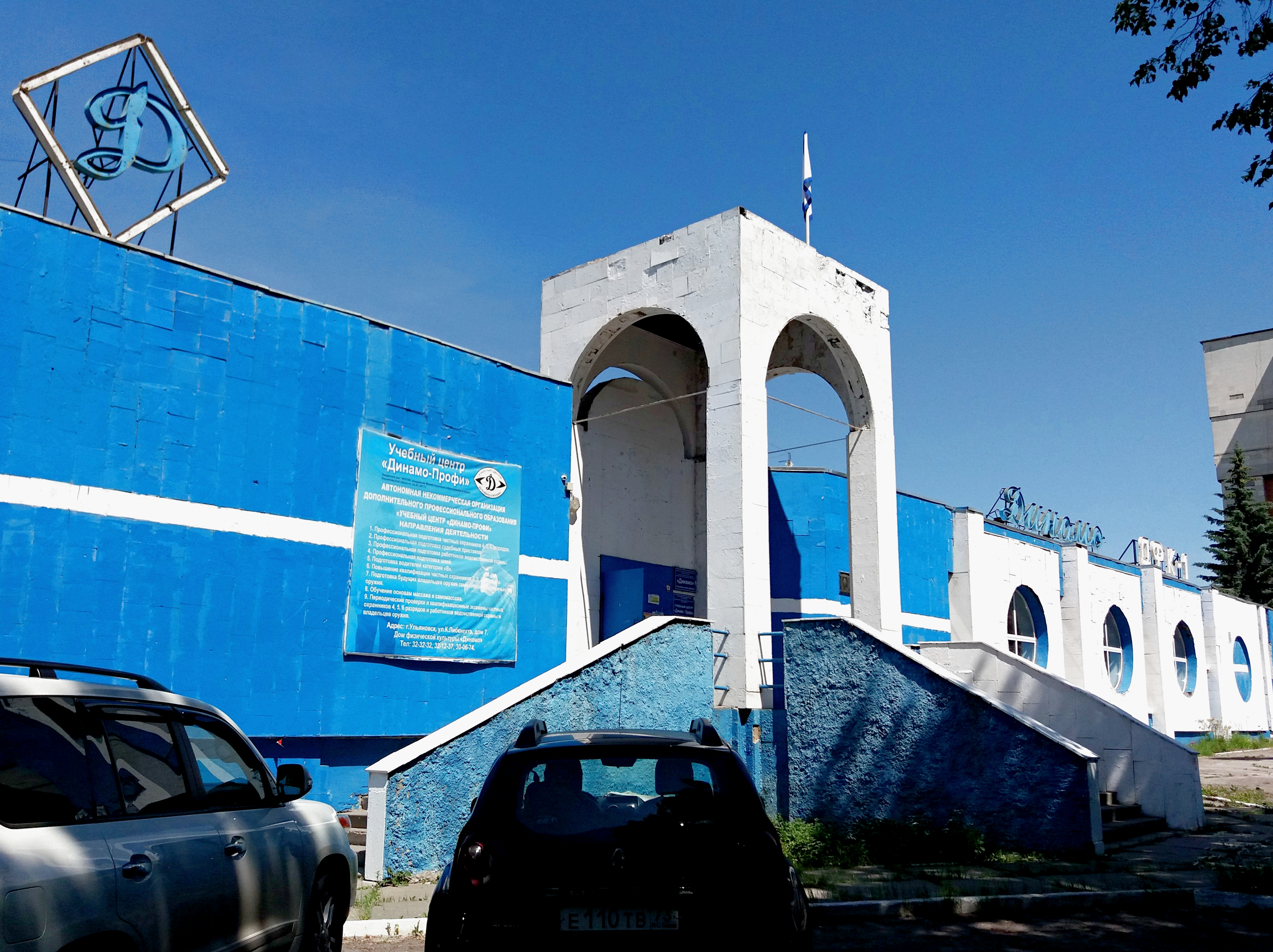
СК «Динамо».
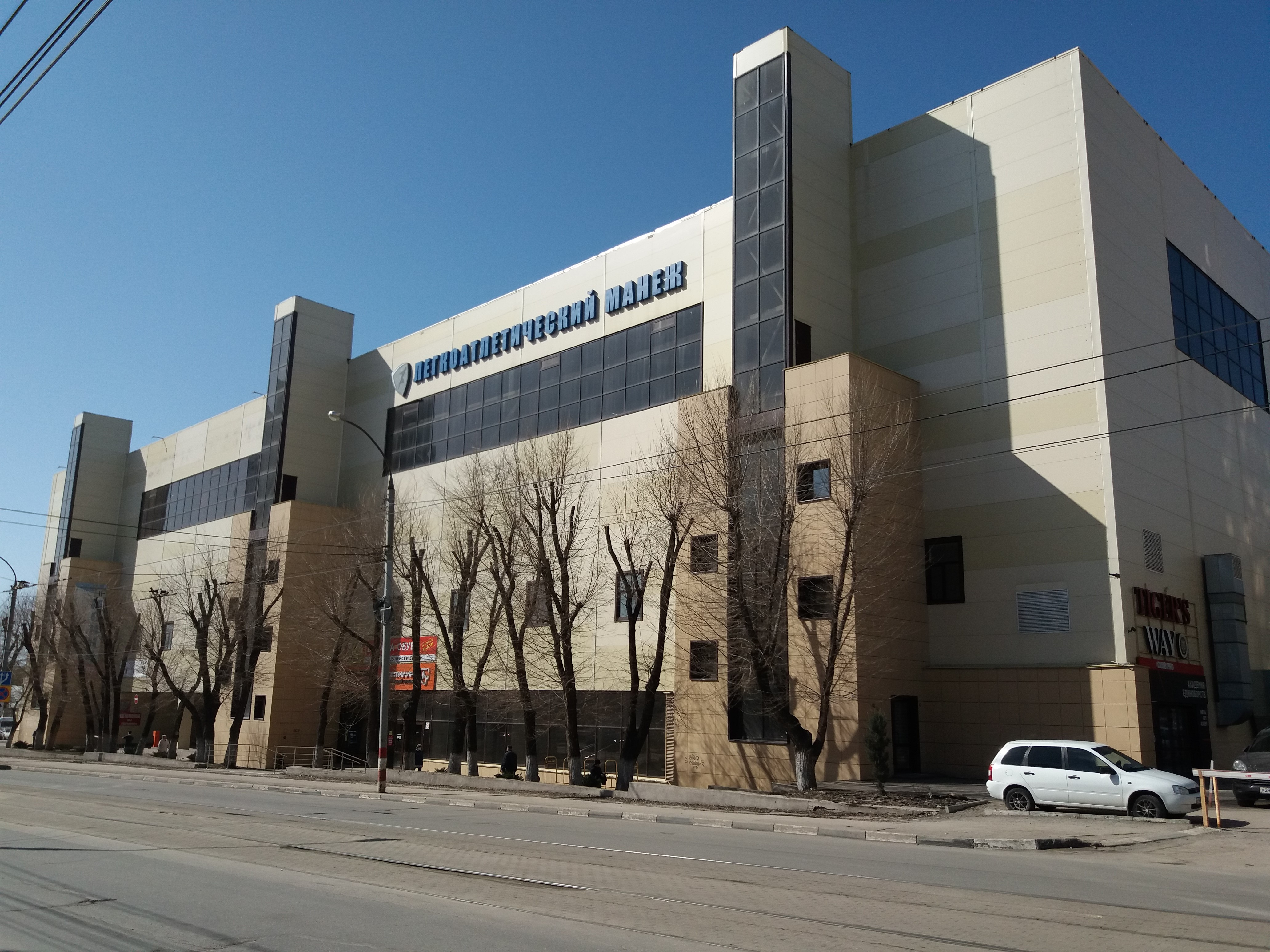
Легкоатлетический манеж «Спартак».
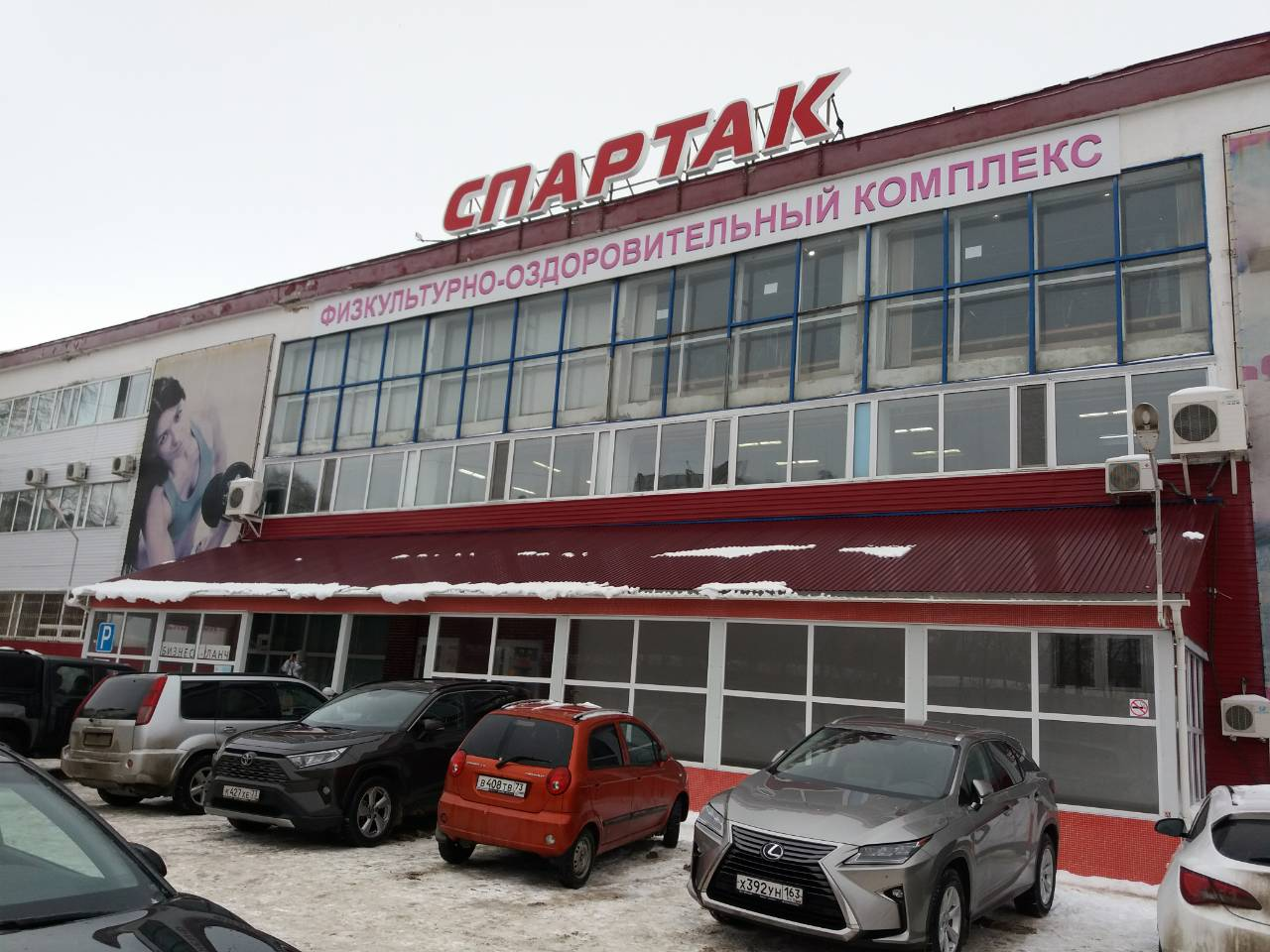
ФОК "Спартак".
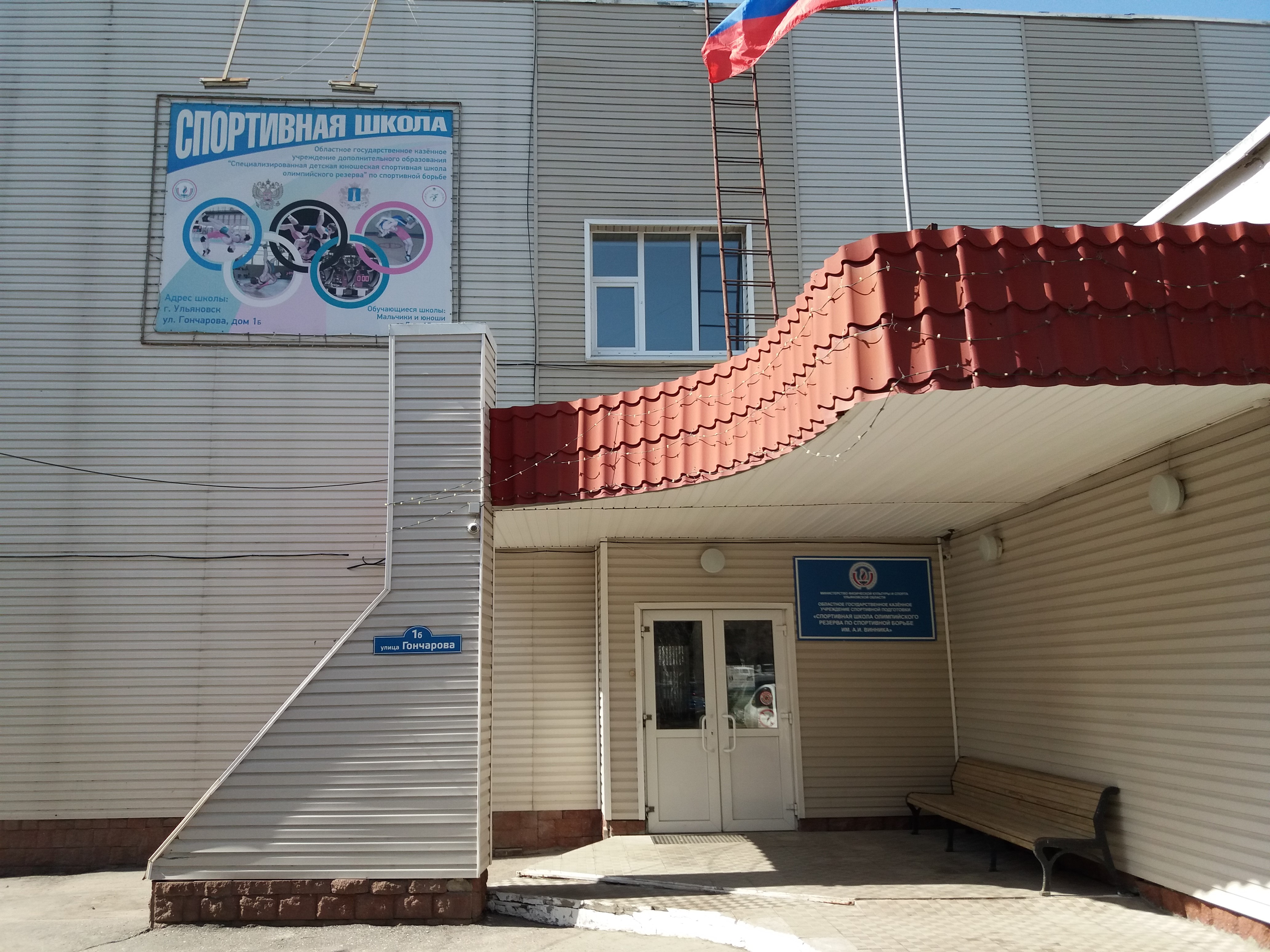
Спортивная школа борьбы им. Винника.
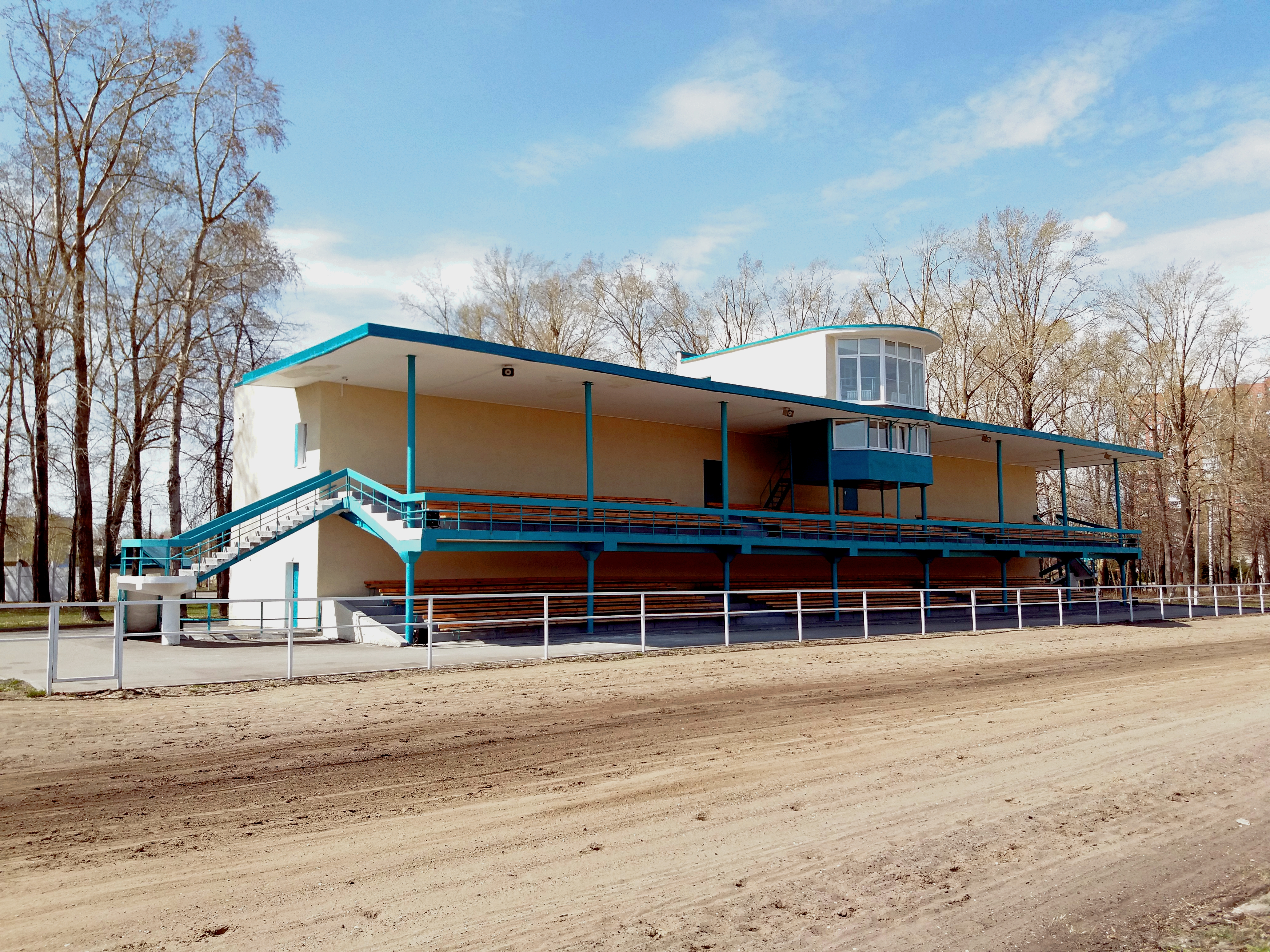
Ульяновский ипподром.
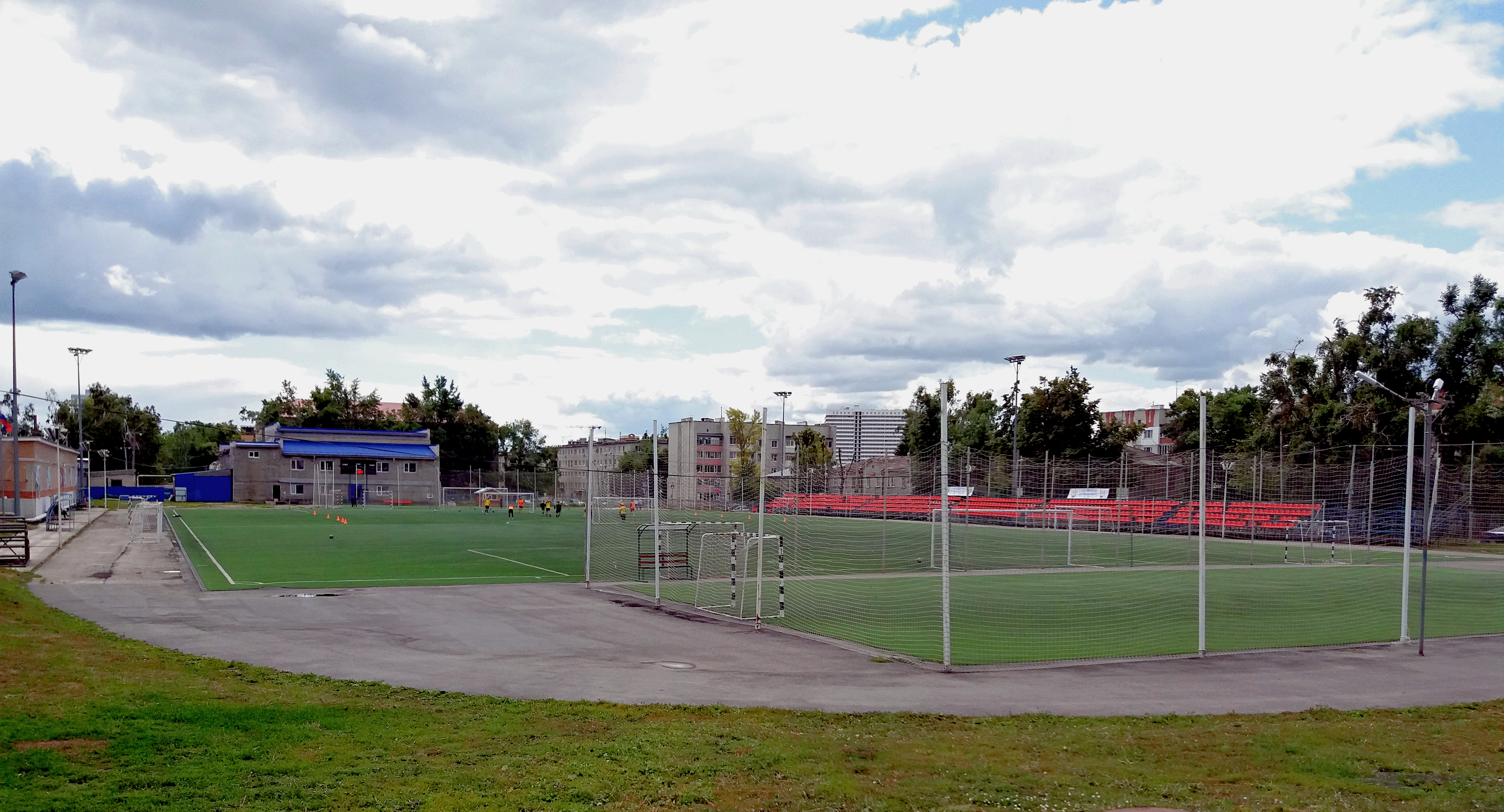
Стадион «Симбирск».
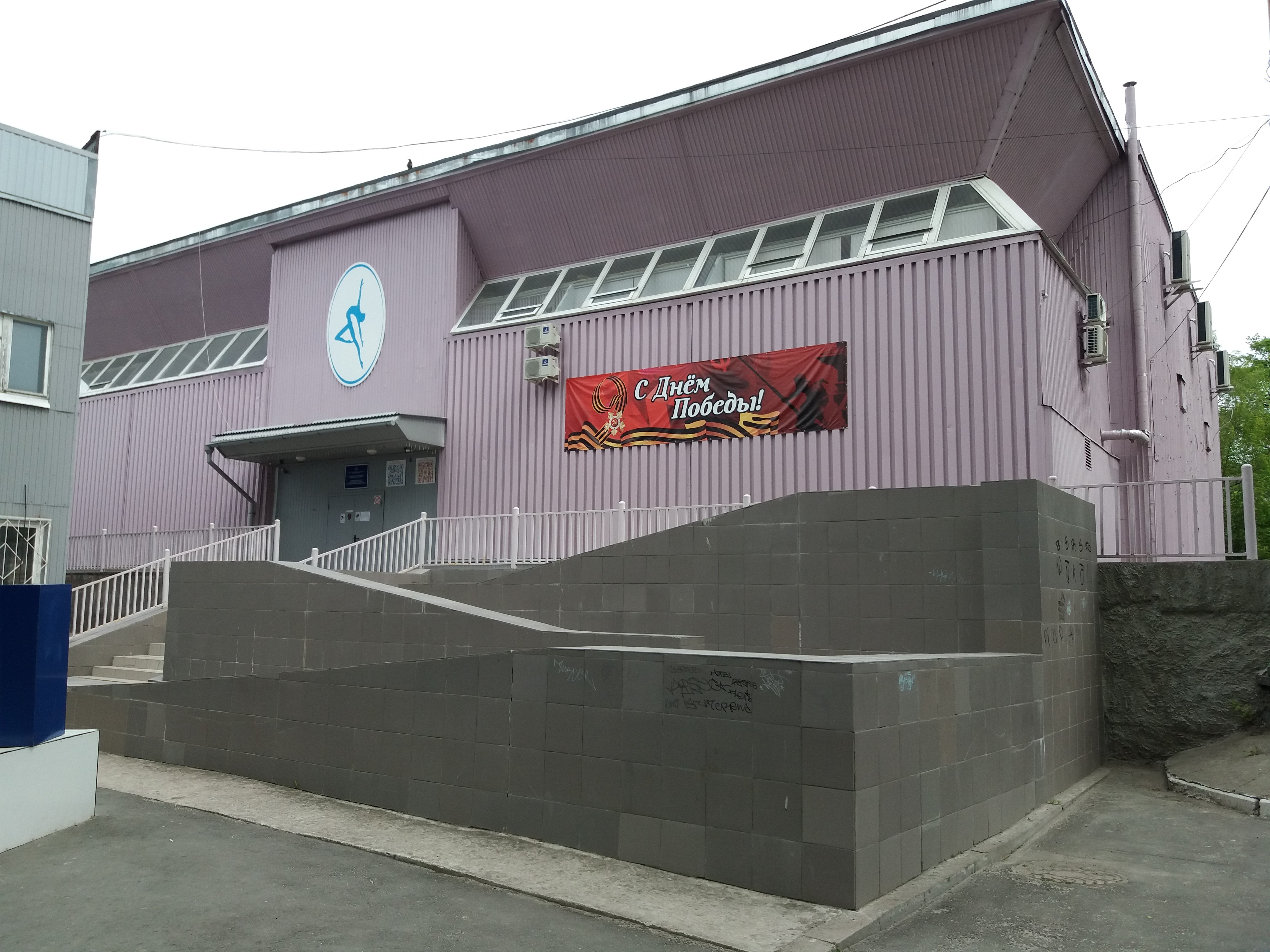
СШОР по худ. гимнастике.

## Известные уроженцы района
- Гончаров, Иван Александрович;
- Ленин, Владимир Ильич;
- Керенский, Александр Фёдорович;